# Museu Arqueològic d'Olímpia

Distribució de les sales del Museu Arqueològic d'Olímpia

El Museu Arqueològic d'Olímpia (en grec modern: Αρχαιολογικό Μουσείο Ολυμπίας) és un dels principals museu situat a la localitat grega d'Olímpia a prop del conjunt monumental d'Olímpia i alberga peces d'art de l'antiga Grècia trobades en el mencionat santuari i voltants. Depèn del Ministeri de Cultura de Grècia. El dirigeix de 2009 ençà Georgia Xatzi. Va ser el primer museu creat fora de la capital. Inaugurat el 1885, Va ser traslladat a un nou edifici el 1982 que va ser reformat e 2003 amb motiu dels Jocs Olímpics d'Estiu de 2004.
Allotja les descobertes fetes a l'Altis, al jaciment arqueològic d'Olímpia: objectes que es remunten des de la prehistòria a l'època romana, inclosos els segles vi i vii. Les seves peces mestres són Hermes amb Dionís infant de Praxíteles, les mètopes i frontons del Temple de Zeus Olímpic, la Victòria de Peoni de Mende i l'enòcoa que va pertànyer a Fídies. L'amplitud de la seva col·lecció de bronzes antics l'ha feta la més important del món.
L'espai museístic està repartit en dos edificis: el principal amb dotze sales d'exposició organitzades de manera temàtica i cronològica: èpoques prehistòrica, geomètrica i arcaica, ceràmica arcaica i clàssica, escultura monumental en terracota, frontons i mètopes, el taller de Fídies, l'obra de Praxíteles, període hel·lenístic, època romana, estatuària romana, els darrers anys del santuari i una ala amb els serveis per als visitants. L'altre edifici, la botiga del museu, està retirada, a mig camí del jaciment arqueològic.

## Història

### Primer museu

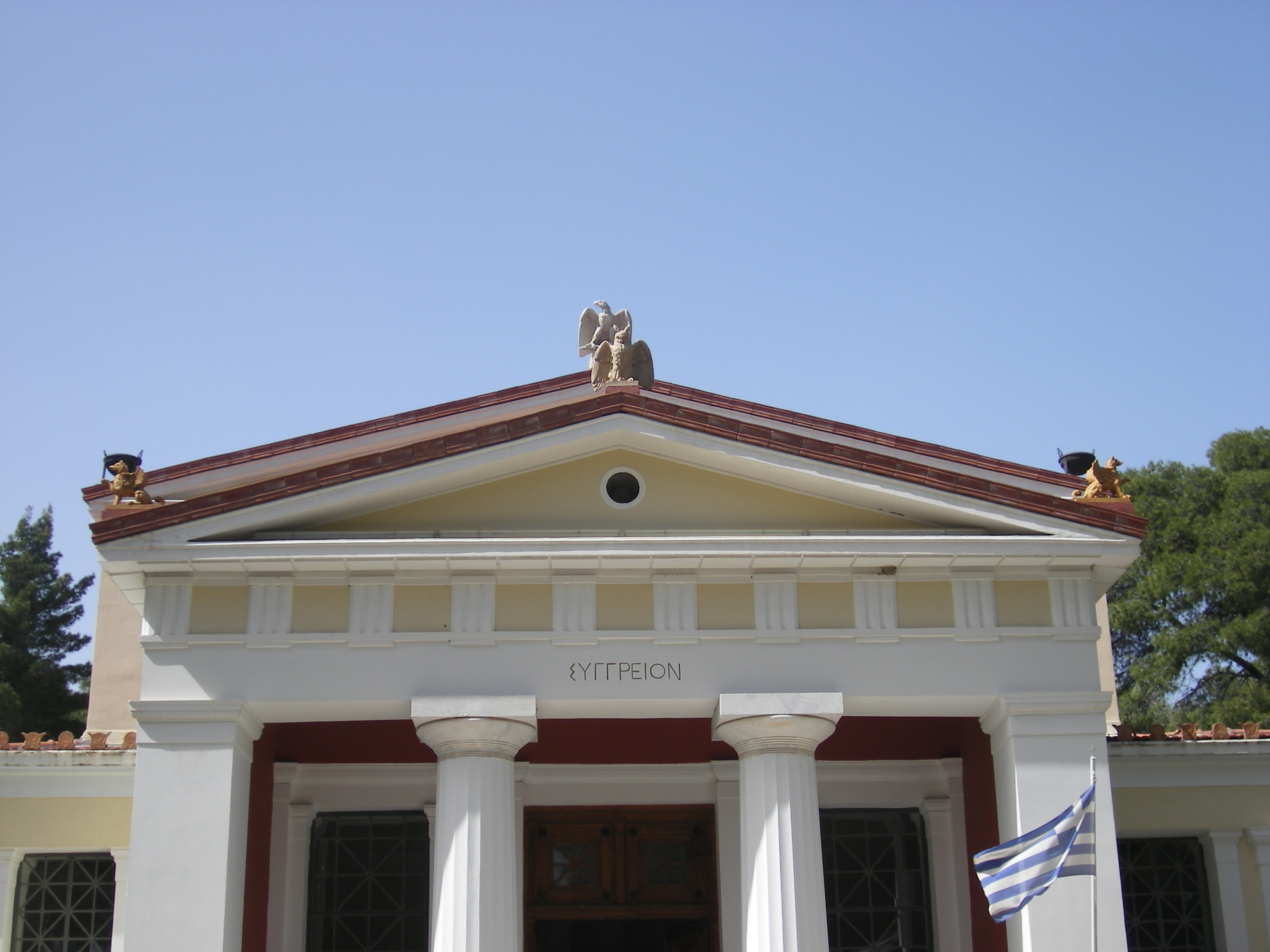
Façana del primer museu.

Els treballs arqueològics del jaciment d'Olímpia, a la segona meitat del segle xix, ràpidament va necessitar la construcció d'un edifici per albergar les descobertes. El banquer filantrop Andreas Syngros el va finançar amb 220.000 dracmes i va encarregar el projecte a dos arquitectes i arqueòlegs alemanys Wilhelm Dörpfeld i Friedrich Adler, que van començar les excavacions. Es va erigir un edifici neoclàssic sobre el turó de Drouva a la sortida de la ciutat. Acabat el 1888, va ser el primer museu grec construït fora de la capital grega. Fet malbé per un terratrèmol el 1954, també va acabar resultant petit per acollir el conjunt de les col·leccions. La construcció d'un nou museu es va decidir als anys setanta del segle xx. Durant força temps en desús, l'edifici acull des de 2004 un Museu d'història dels Jocs Olímpics.

### Museu actual
Quan el primer museu va aconseguir els seus límits d'espai, la construcció d'un nou museu va ser confiada a l'arquitecte grec Patroklos Karantinos. Començat el 1966, el «nou museu» es va acabar el 1975, però la transferència d'obres va portar el seu temps. L'exposició definitiva va ser inaugurada en 1982 per la ministra de cultura de l'època Melina Mercouri. La museografia es va deure a Nikolaos Gialouris, aleshores èfor d'antiguitats, a Ismini Trianti i a l'escultor S. Trianitis que va ser l'encarregat d'instal·lar la Victòria de Peoni sobre un sòcol ad hoc, però va ser a partir de 1994 quan va poder ser exhibida al públic. El museu va ser renovellat dins el marc de la preparació dels Jocs Olímpics d'Estiu de 2004. Va estar tancat de setembre de 2003 fins al 24 de març de 2004. Les col·leccions van ser reorganitzades conservant l'esperit de la primera presentació. Les sales es van engrandir, la il·luminació, la ventilació i l'aire condicionat revisats, la botiga desplaçada, l'Hermes de Praxíteles va ser instal·lat en una sala enterament dedicada a aquesta escultura, sobre un sòcol antisísmic. Noves sales van ser creades, El Taller de Fídies i els últims anys del santuari, conservats en el lloc de l'exposició dels jocs olímpics van ser traslladats a unes noves sales específiques.
El museu actual està organitzat en dos edificis. Les col·leccions són en les dotze sales d'exposició de l'edifici principal. La seva ala est està dedicada als serveis per als visitants –cafeteria i lavabos–, mentre que els soterranis contenen les reserves, els laboratoris de conservació –terracotes, bronzes, pedra i mosaics–. La botiga –objectes i llibres– es troba en una altra edificació, entre el museu i el jaciment arqueològic.

### Assistència i ingressos del museu
|                                                                       | Any               | Gener            | Febrer | Març   | Abril   | Maig    | Juny    | Juliol  | Agost   | Set.    | Oct.    | Nov.   | Des.   |
| --------------------------------------------------------------------- | ----------------- | ---------------- | ------ | ------ | ------- | ------- | ------- | ------- | ------- | ------- | ------- | ------ | ------ |
| Assistència 2004                                                      | 133.105 visitants | 0 (museu tancat) | 0      | 0      | 30.774  | 32.196  | 13.916  | 12.936  | 16.433  | 10.406  | 11.139  | 3.080  | 2.225  |
| Ingressos 2004                                                        | 491.780 €         | 0 (museu tancat) | 0      | 0      | 78.054  | 81.774  | 64.003  | 70.008  | 69.597  | 59.272  | 51.431  | 10.227 | 7.414  |
| Assistència 2005                                                      | 164.305 visitants | 3.382            | 6.273  | 15.648 | 23.611  | 19.911  | 17.938  | 16.050  | 17.382  | 18.856  | 17.250  | 5.916  | 2.628  |
| Ingressos 2005                                                        | 575.212 €         | 6.957            | 4.452  | 18.103 | 37.313  | 69.770  | 73.981  | 84.895  | 94.740  | 84.739  | 69.367  | 19.737 | 11.158 |
| Assistència 2006                                                      | 176.944 visitants | 3.459            | 4.737  | 15.198 | 20.970  | 27.842  | 18.134  | 18.191  | 24.117  | 19.149  | 15.125  | 6.069  | 3.953  |
| Ingressos 2006                                                        | 648.517 €         | 7.982            | 3.776  | 14.326 | 38.558  | 148.642 | 73.633  | 72.600  | 112.701 | 83.223  | 61.359  | 21.507 | 10.210 |
| Assistència 2007                                                      | 133.782 visitants | 2.832            | 6.239  | 15.512 | 13.073  | 11.471  | 12.837  | 36.815  | 13.090  | 10.944  | 7.392   | 2.518  | 1.059  |
| Ingressos 2007                                                        | 885.955 €         | 8.082            | 5.439  | 17.024 | 40.500  | 92.186  | 109.451 | 324.619 | 110.921 | 90.550  | 59.157  | 19.475 | 8.591  |
| Assistència 2008                                                      | 112.341 visitants | 1.010            | 736    | 1.852  | 4.515   | 15.899  | 6.978   | 11.665  | 18.666  | 15.139  | 20.018  | 12.696 | 3.167  |
| Ingressos 2008                                                        | 882.028 €         | 8.000            | 5.583  | 14.561 | 37.220  | 134.780 | 55.855  | 98.776  | 159.486 | 127.713 | 138.961 | 80.141 | 20.952 |
| Assistència 2009                                                      | 100.820 visitants | 3.784            | 4.093  | 4.126  | 16.192  | 28.558  | 11.196  | 7.752   | 8.007   | 8.020   | 6.572   | 1.366  | 1.154  |
| Ingressos 2009                                                        | 708.925 €         | 25.059           | 26.430 | 27.296 | 103.853 | 181.117 | 80.519  | 63.202  | 65.107  | 64.649  | 51.343  | 10.578 | 9.772  |
| Assistència 2010                                                      | 45.953 visitants  | 880              | 855    | 1.055  | 5.444   | 8.001   | 4.339   | 6.215   | 6.482   | 6.495   | 4.172   | 1.308  | 707    |
| Ingressos 2010                                                        | 369.658 €         | 7.386            | 7.157  | 8.652  | 43.924  | 62.635  | 34.078  | 51.479  | 52.783  | 52.713  | 10.353  | 10.578 | 5.573  |
| Referències : General Secretariat of the National Statistical Service |                   |                  |        |        |         |         |         |         |         |         |         |        |        |

## Col·leccions per sales
El museu està precedit per un gran pati quadrat amb peristil. Diversos elements d'arquitectura i escultura –el tors d'una d'elles és d'una estàtua colossal d'August, provinent del Metroón– estan exposats allà. Mentre que al vestíbul d'entrada es troba una maqueta del jaciment durant la seva màxima esplendor –època romana– amb el conjunt d'edificacions que van ser construïdes. El que permet apreciar millor les dues visites, la del museu i la del mateix jaciment arqueològic.

### Sala 1. Prehistòria i protohistòria
La sala 1 –a l'esquerra del vestíbul– està consagrada al període prehistòric, amb les descobertes fetes al jaciment i a la regió d'Olímpia. Els objectes exposats es remunten al Neolític, prop del 4000-3000 aC, fins al període geomètric, segle viii aC. Van ser posades de manifest al terraplè nord de l'estadi olímpic. Constitueixen els indicis d'ocupació més antics. Els objectes més antics –ceràmiques manufacturades a mà i útils de pedra– daten de l'hel·làdic antic –2700 aC-2000 aC–. Alguns provenen del «Túmul de Pèlops» –situat al jaciment arqueològic entre l'Heraion i l'Altar de Zeus–, la reconstrucció del qual s'ha proposat. A més a més es van descobrir cambres voltades, que són les construccions més antigues presents al jaciment. Els vasos exposats són característics d'aquest període; les «salseres», càntars del tipus prochous, recipients que són pròxims a l'àmfora, Phiale (en grec antic: φιάλη) amb una sola nansa i sense peu, i askoi. Els càntirs i les fioles estan decorades, amb estampacions o línies concises, en el llavi, la nansa o la base, que mostra les relacions amb l'hel·làdic antic entre Olímpia i la Cultura de Cetina –l'actual Croàcia–. Els vincles amb la regió de Dalmàcia van prosseguir constants durant molt de temps, com ho verifiquen les ceràmiques i útils de l'hel·làdic mitjà –2000-1600 aC–

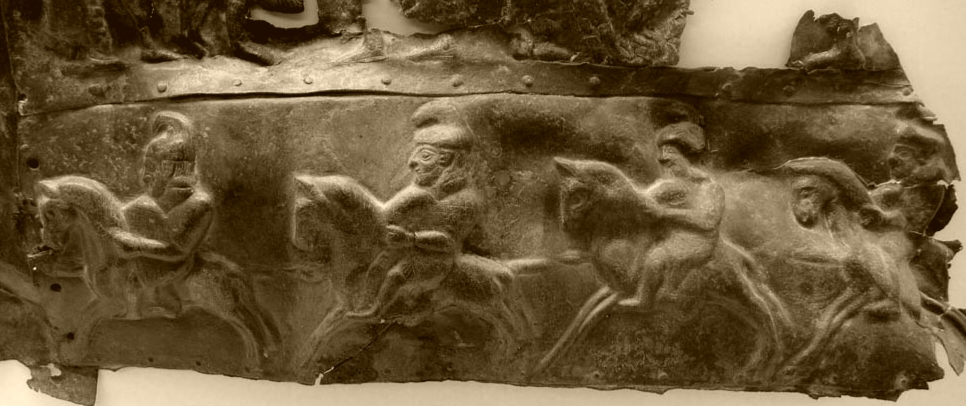
Bronze neohitita ––, reemprat pels habitants d'Olímpia.

La civilització micènica -1600 - 1100 aC- està representada per objectes en terracota, pedra o bronze trobats a diversos tombes de tipus tolos de la regió, principalment als pujols de Zouni i Kalosaka, a prop del museu. Els vasos micènics, amb decoració lineal simple, presents principalment en àmfores oleiques, àmfores amb estrep per a olis aromàtics, alabastres ovoides o cilíndrics per a ungüents i cílix (copes per beure). També es poden presenciar ídols femenins de terracota anomenats «ψ» en grec antic, joies com a collarets de pasta vítria, estris d'higiene amb navalles d'afaitar, pedres tallades, armes amb forma de puntes de llança i un casc d'ullals de senglar.
La sala s'acaba amb tres plaques de bronze provinents d'Assíria que daten de l'època neohitita -segle viii aC-. Atesten les relacions entre les dues regions. Les seves decoracions recorden una processó amb sacerdots portant animals al sacrifici i una desfilada de guerrers –cavallers, infants amb escuts–. Van ser tornats a utilitzar per recobrir objectes de fusta que no es conserven.

### Sala 2. Períodes geomètric i arcaic
En aquesta sala, la número 2, s'exposen objectes de bronze, principalment dels estils geomètrics i arcaics dels segles X i VI aC: armes, escuts, cascs, gamberes, cànteres de totes les mides des de miniatures a talla normal o monumental com la càntera sobre trípode més antic conservat, que es remunta al segle ix aC, trípodes, figuretes i plaques decorades. Es tracta de la col·lecció més important de bronzes antics del món. Les ofrenes a Zeus constitueixen la gran majoria i demostren la influència i la riquesa del santuari des d'aquest període.
Aquestes ofrenes a Zeus provenen de l'immens altar format per cendres d'animals que li van ser sacrificats a l'Altis. Entre les cendres, els arqueòlegs han trobat un gran nombre de figuretes de bronze i algunes de terracota d'animalística o humanes, provinents del conjunt del Peloponès: els tallers argius, corintis, laconis i d'Elis estan representats. Els més antics del segle ix aC són pràcticament abstractes. Els successius afegeixen a poc a poc detalls figuratius. Diverses interpretacions han estat propostes per a aquestes estatuetes. Les figures masculines representarien Zeus, de vegades Zeus guerrer quan té casc o figura d'auriga, de vegades una epifania del déu. Les figures femenines podrien ser o bé Hera o bé una adoradora. Hi ha una figura femenina cavalcant a l'amazona del segon quart del segle viii aC. Un grup de set dones nues dansant en cercle podrien ser nimfes datades del segle viii aC. Les figures animalístiques més comunes són les que representen cavalls o bous. Les gerres, de totes les mides, eren també un tipus recurrent d'ofrena a Zeus. La sala exhibeix gran varietat, tant amb nanses, decorades amb cavalls dels primers temps i després, cada vegada més, amb figures humanes o divines com els Telquines. Un cavall de bronze de principis del segle vii aC i de més gran dimensió que les altres estatuetes similars marca estèticament i físicament en la sala el pas de l'estil geomètric a l'arcaic.
A partir del segle vii aC es va desenvolupar un estil orientalitzant que va integrar nous motius, com lleons, sirenes i sobretot grius. Un nou tipus de calderons apareix també, l'anomenat amb «cisterna foradada», reemplaçant el de «cisterna] mòbil». Els nous motius s'aplicaven sobre el llavi o la cisterna. Pròtoms de sirenes o de grius també van ser motius a la seva decoració.

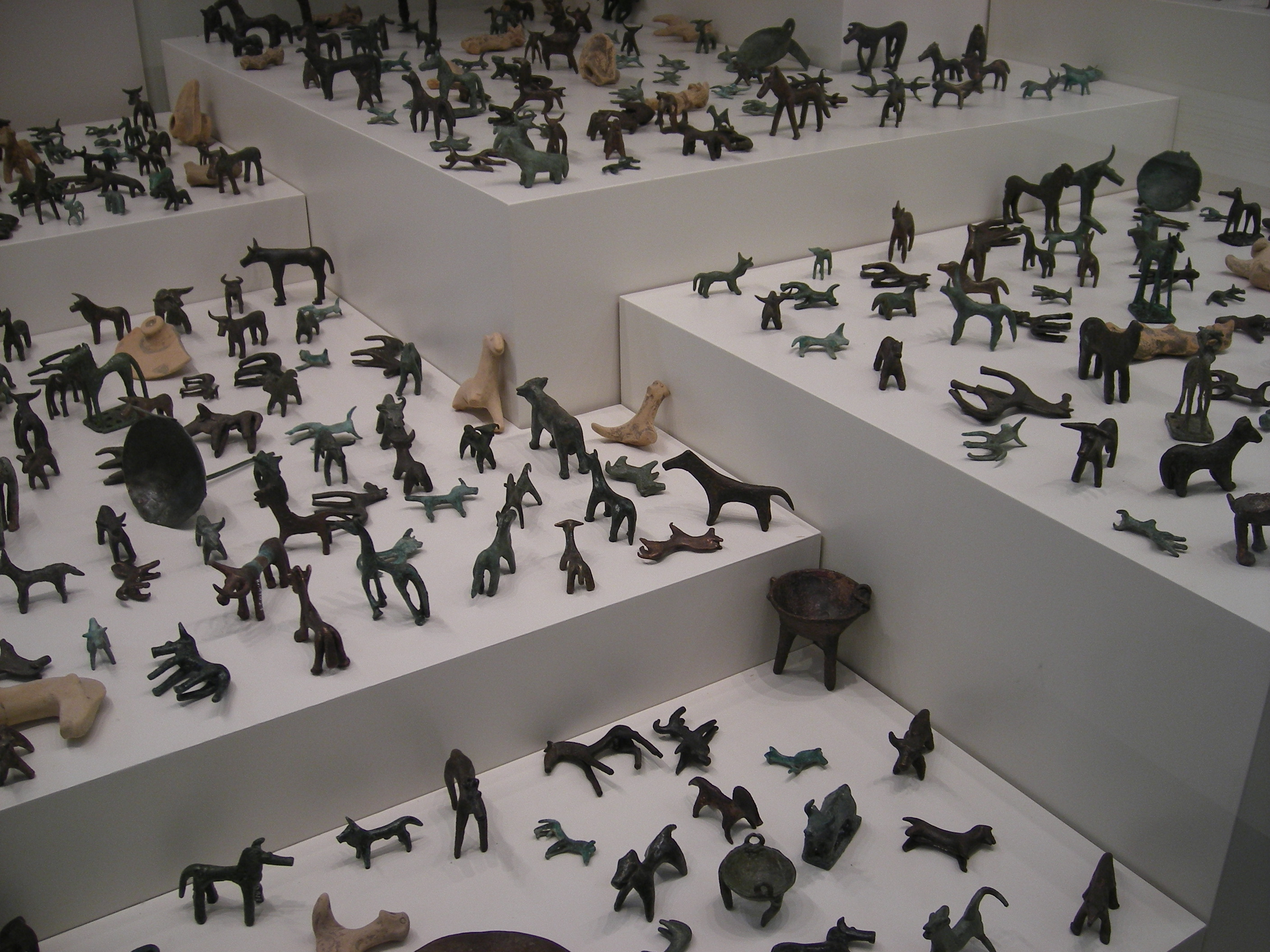
Ofrenes a Zeus, animals en bronze i de terracota, segles IX- VIII aC
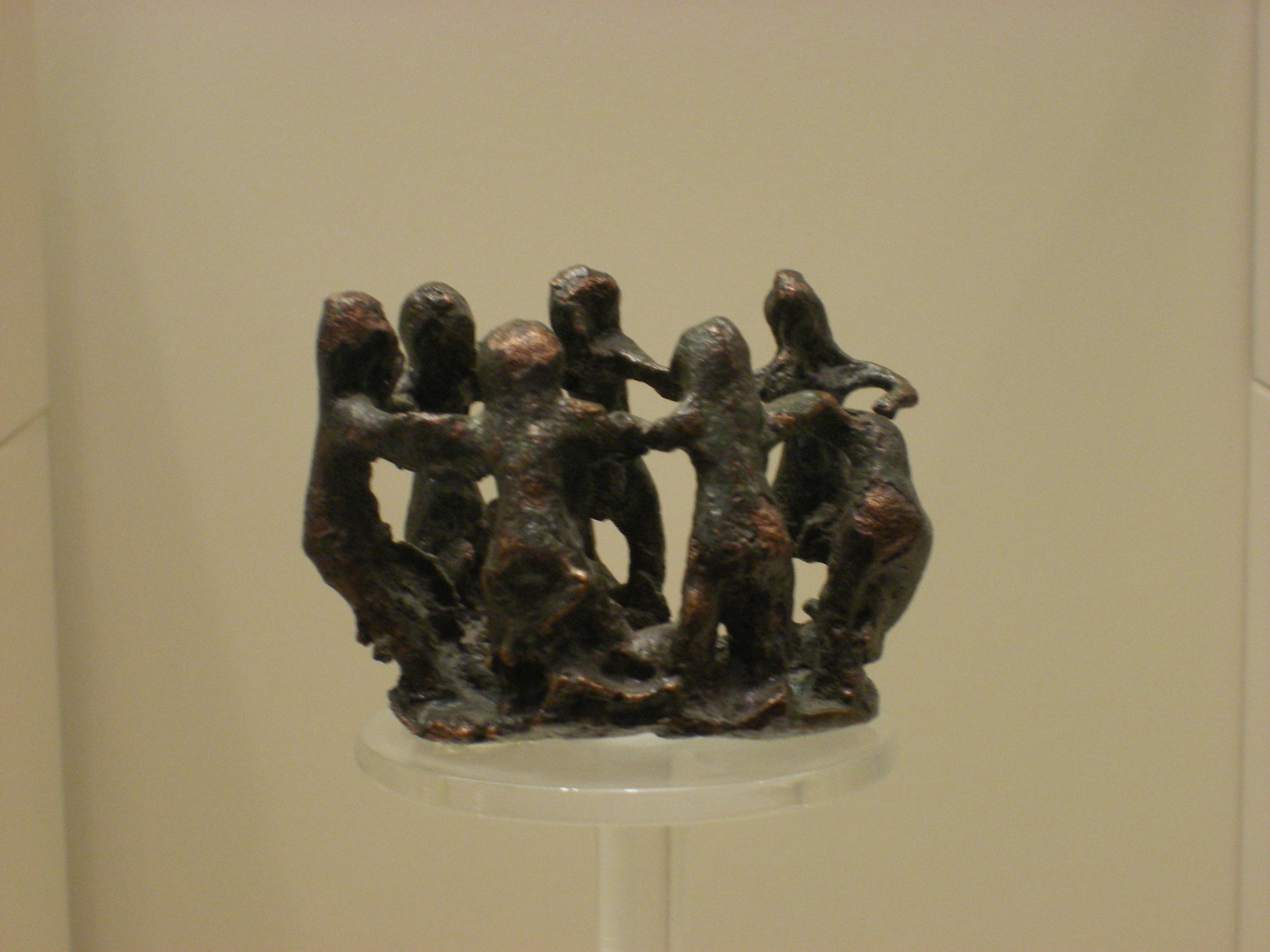
Grup de set dones nues dansant en cercle bronze del segle viii aC
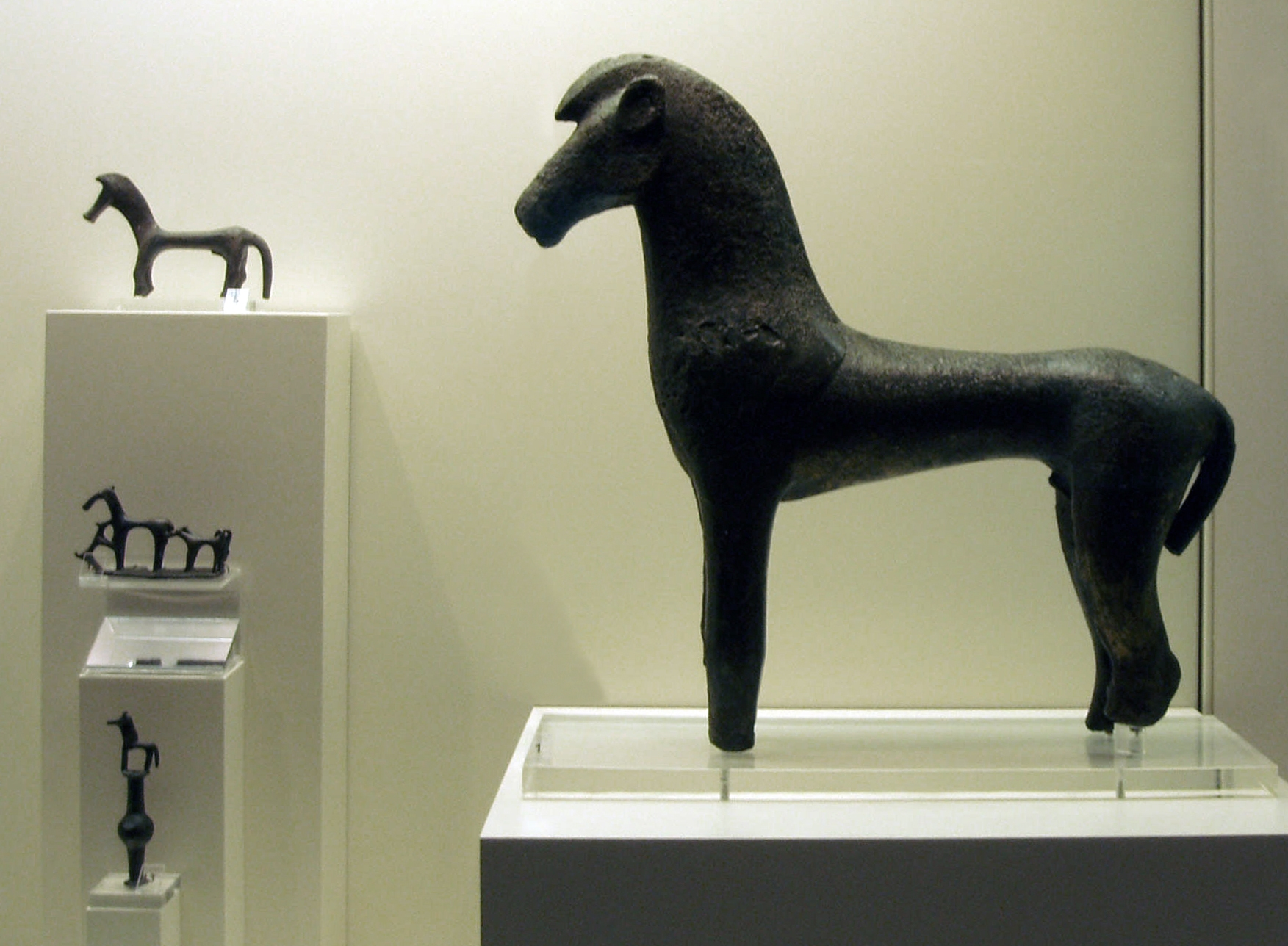
Estatueta de cavall, bronze de principis del segle vii aC.
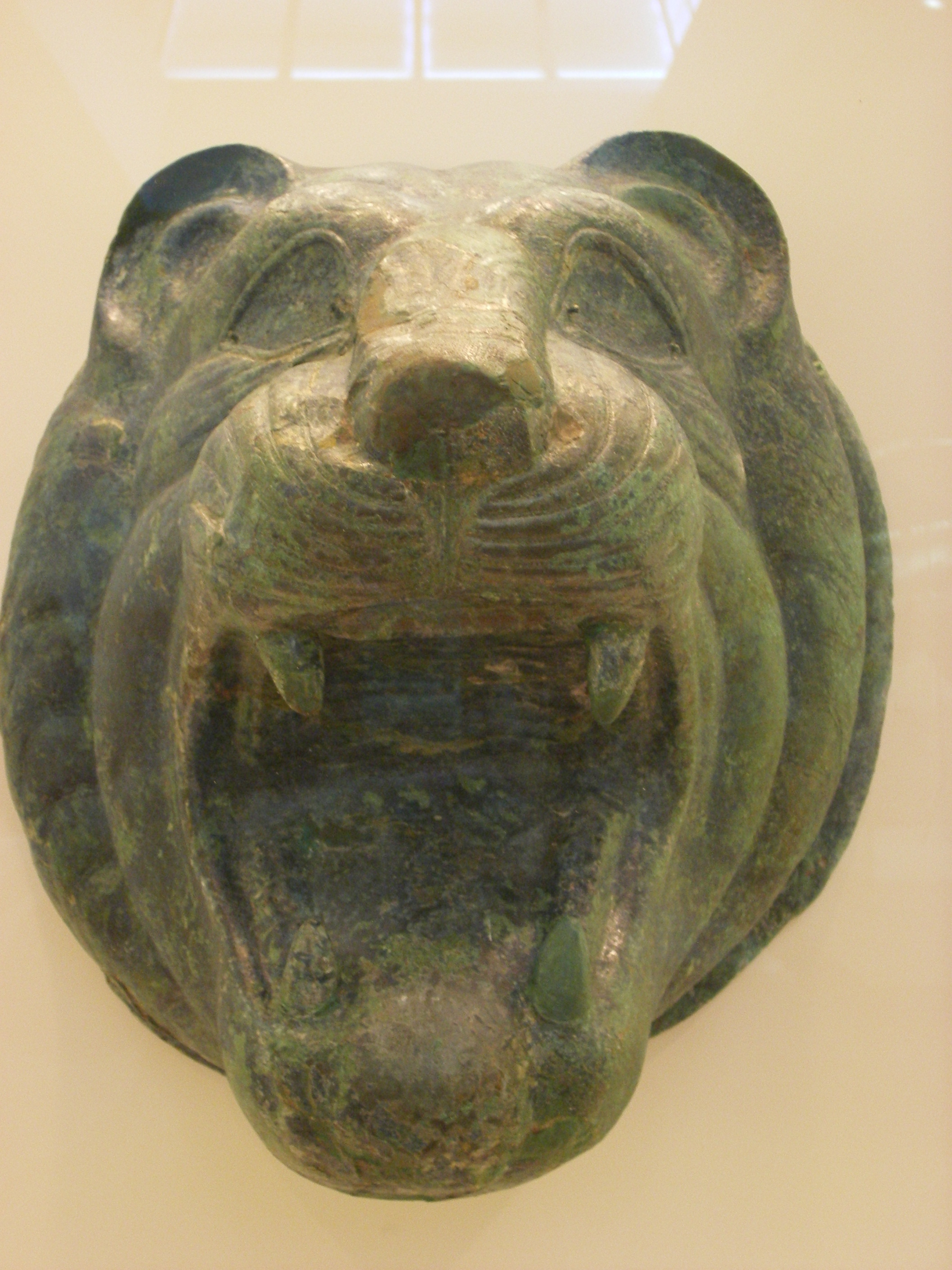
Cap de lleó en bronze. Importació oriental: neohitita, segle viii aC

L'Època Arcaica va marcar un primer apogeu del santuari i els objectes de bronze d'aquest període són molt abundants: figuretes, plaques, també armes i escuts o ofrenes en miniatura. Els objectes de bronze amartellats presents són especials per la seva raresa, com el geni femení alat, del qual subsisteixen també els ulls. Hi ha plaques de bronze que recobrien objectes de fusta, ja desapareguts com a cofres o portes.
Una placa amartellada i retallada representa un griu alat alletant la seva cria, és un exemplar únic. Les nanses dels objectes usuals són cada vegada més elaborades: guerrers, ancians recolzats en bastons del 550 aC, korai d'inicis del segle v aC, esfinxs oposades a cada costat d'una planta datades entre 570-560 aC, silens allargats que sostenen un ciri 530-520 aC. Els guerrers o les ciutats vencedores en combat consagraven a Zeus les seves armes i armadures, més aviat simbòliques: no totes a escala. Sovint eren gravades amb una incisió votiva, que portava el nom del donant o decorades. Una cuirassa votiva datada entre el 650-625 aC va ser trobada a la riba del riu Alfeu, obra d'un taller jònic, decorada en primer pla amb Zeus i, en segon pla Apol·lo amb una cítara, al darrere de Zeus, hi ha dues divinitats masculines; al darrere d'Apol·lo dues figures femenines identificades com les muses o verges hiperbòries; el fons és tot de plantes i animals fantàstics. Els escuts votius porten sovint gòrgones amb signe de protecció. S'han trobat cascs votius al jaciment arqueològic per centenars: els més nombrosos són els de tipus corinti, després el segueixen els il·liris i finalment els de Calcis.

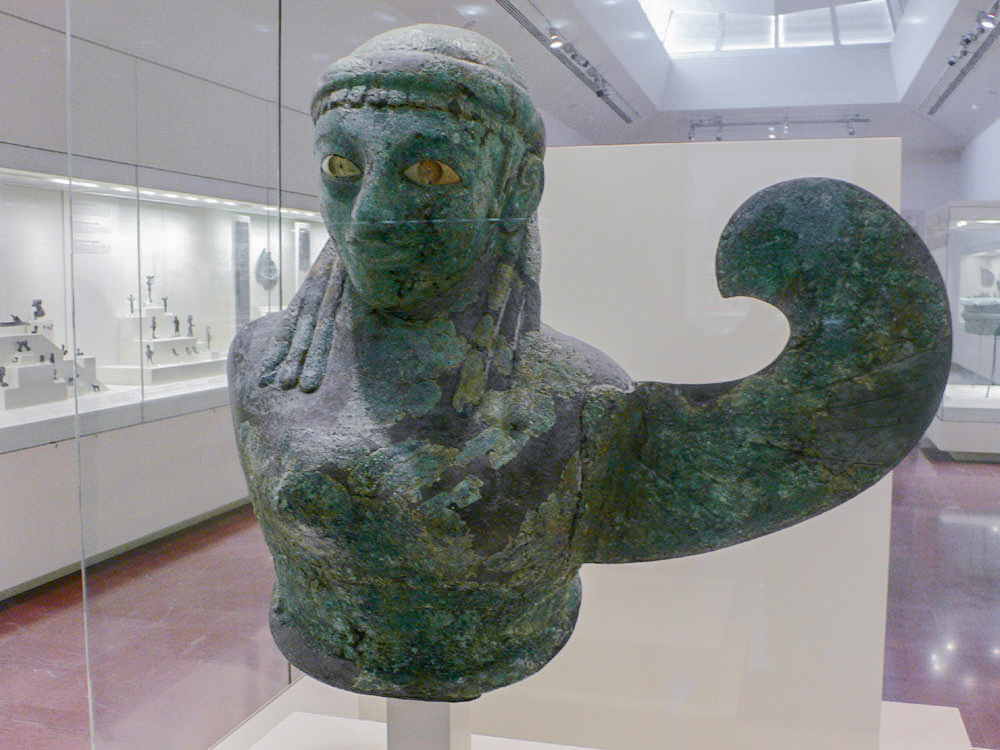
Geni femení alat, bronze amb ulls d'os, 590-580 aC
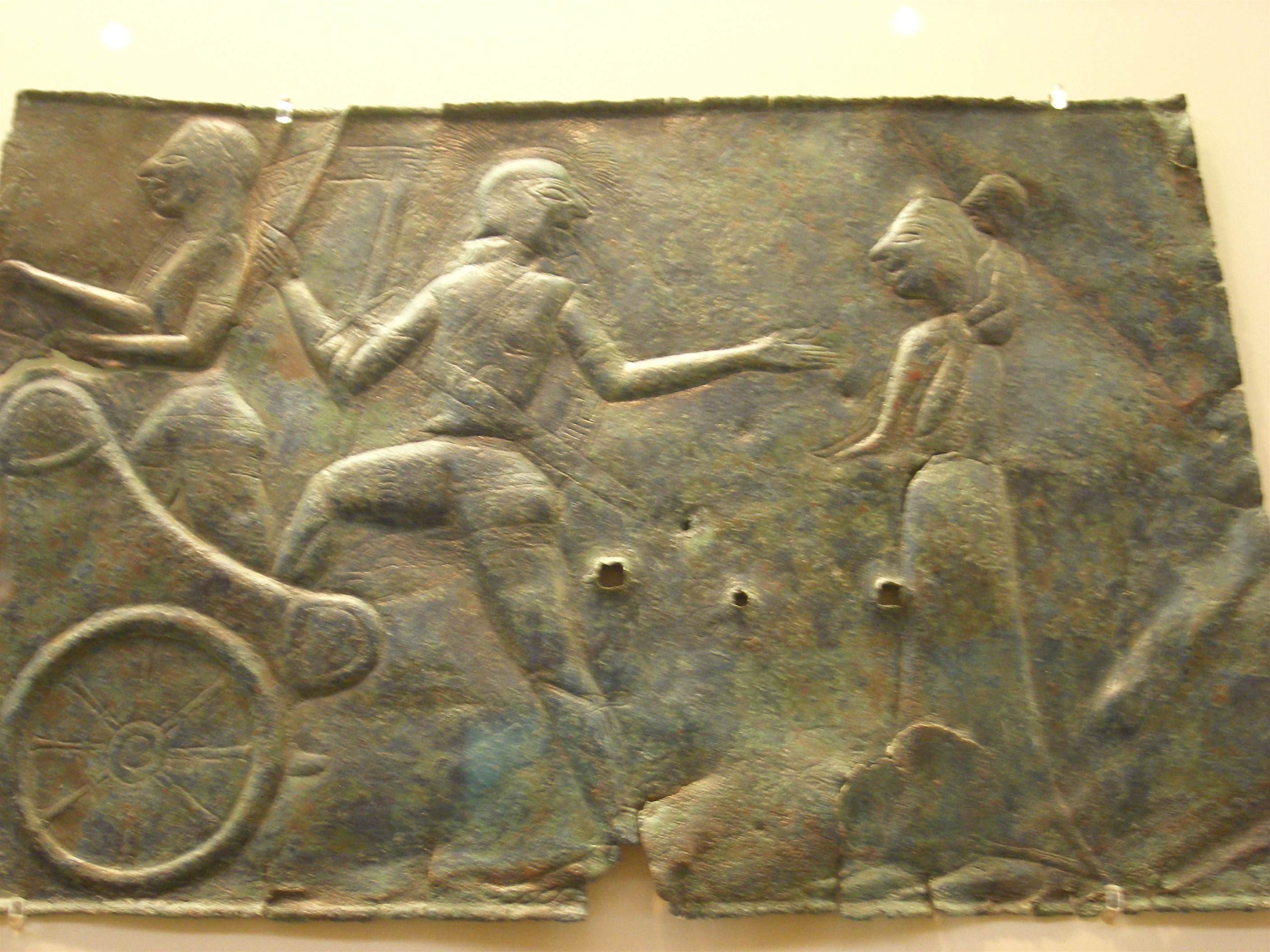
Escena de partida d'un guerrer, potser Amfiarau placa de bronze amartellada. 580 aC
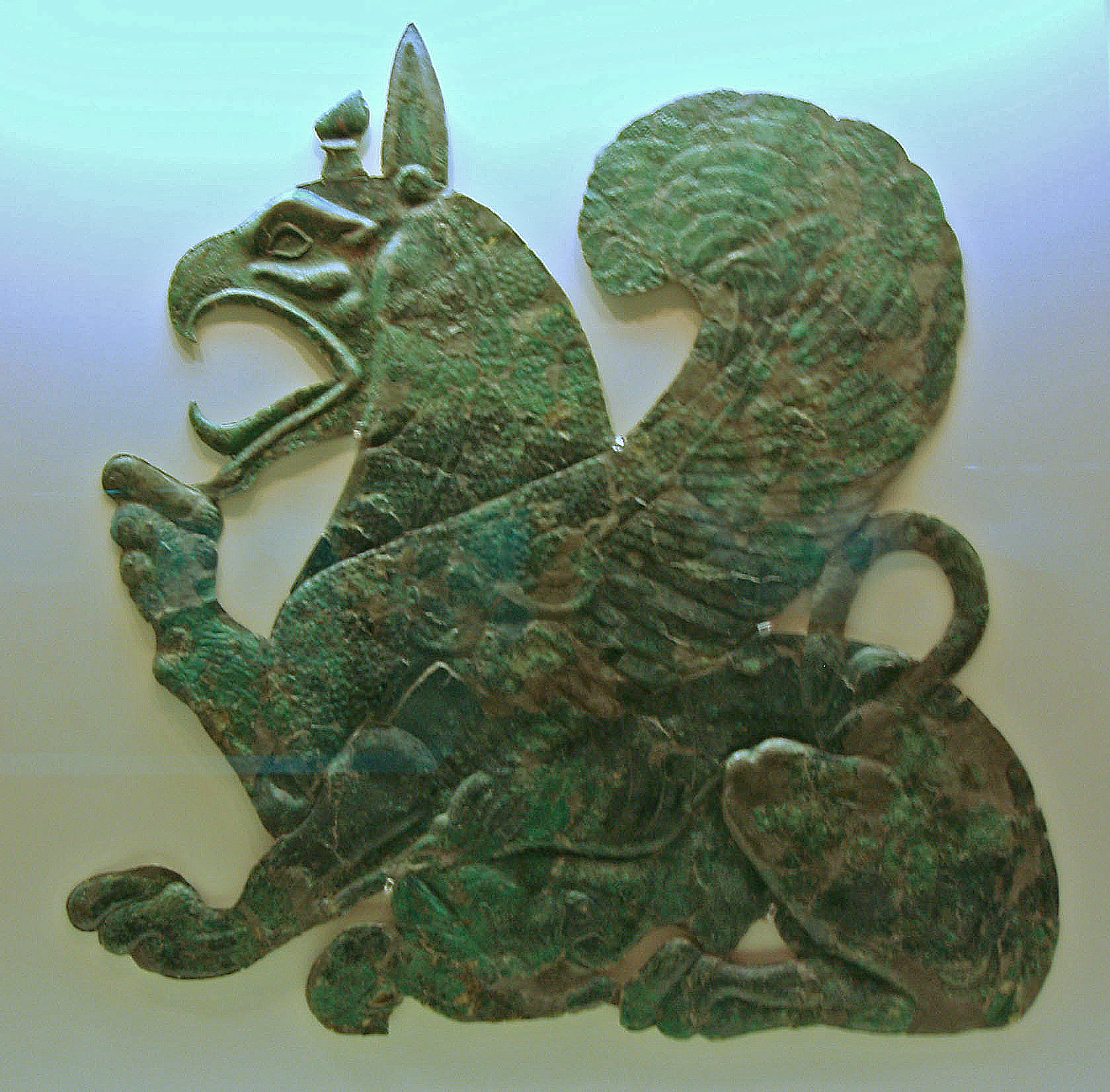
Griu alletant la seva cria, placa de bronze amartellada i retallada. 630-620 aC

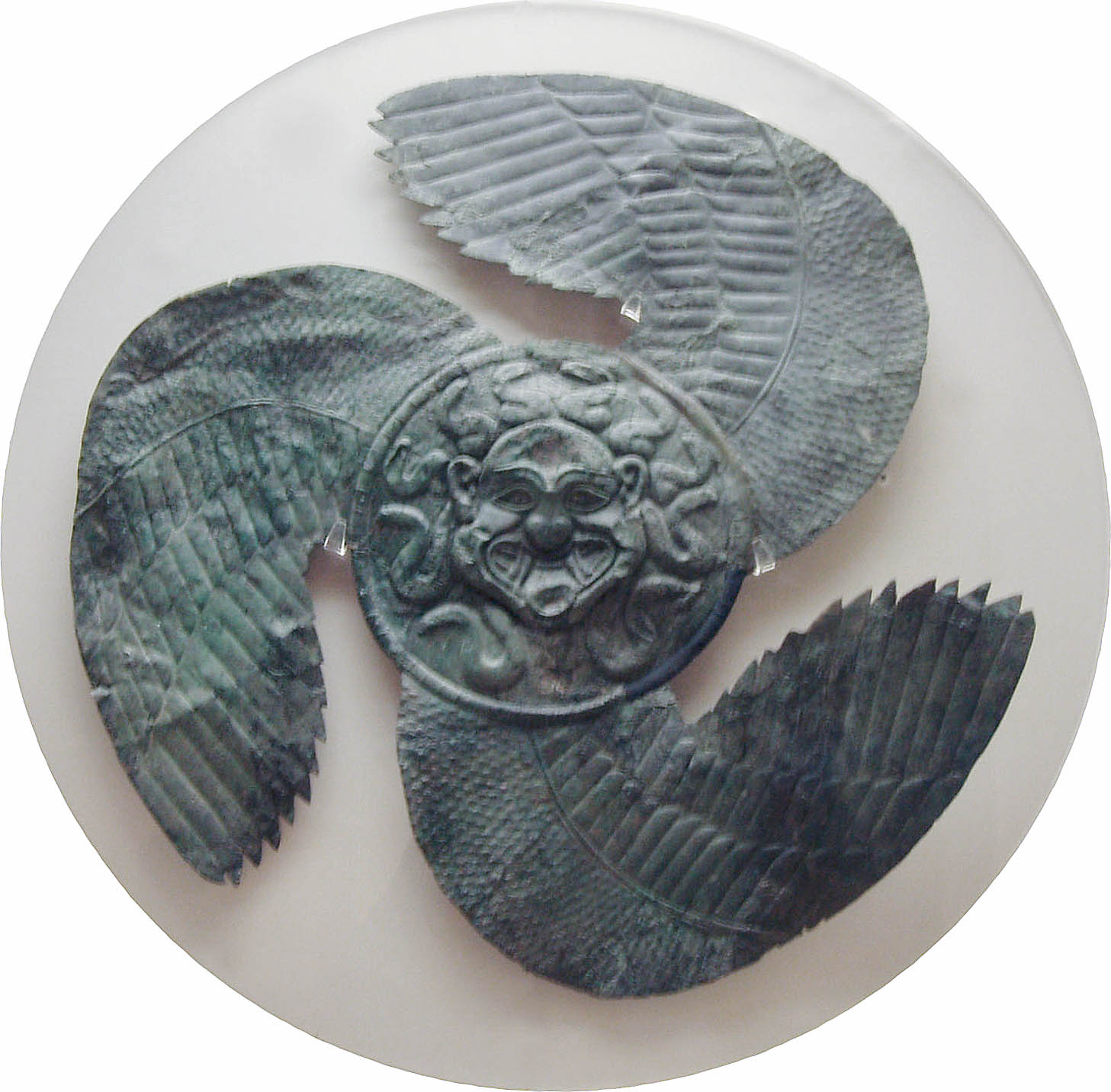
Signe de bronze amartellat d'un escut votiu. Decoració amb gòrgona envoltada de tres ales. Primera meitat del segle vi aC
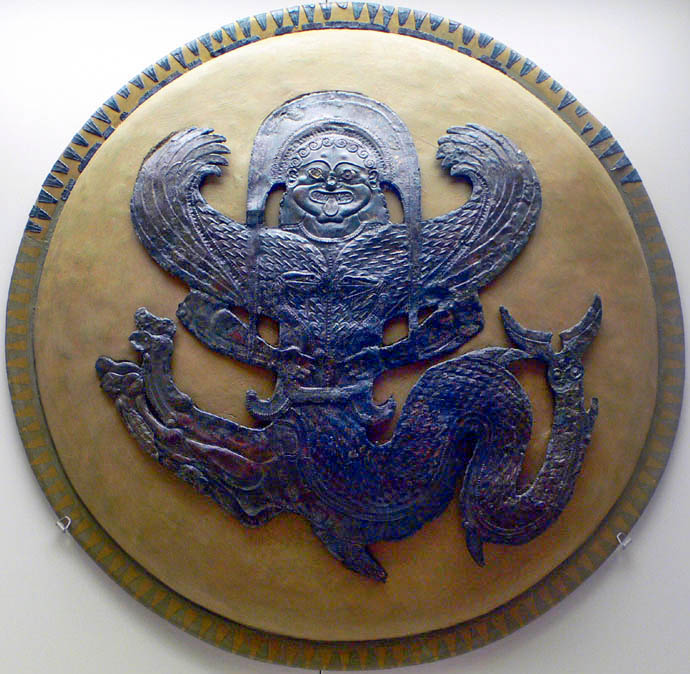
Signe de bronze d'un escut votiu, decoració repussada. Gòrgona alada amb part de lleó i amb cua de peix. Segona meitat del segle vi aC
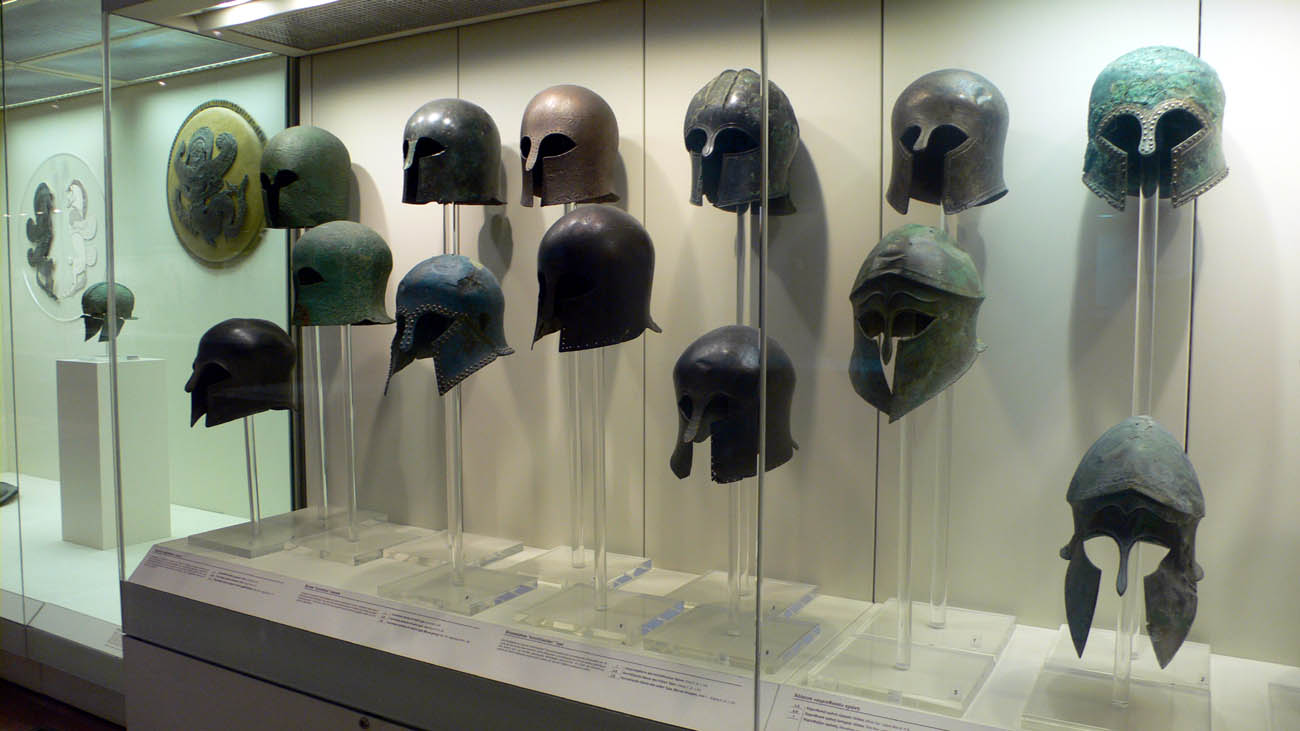
Vitrina de cascs de tipus corinti, de bronze, arcaics.
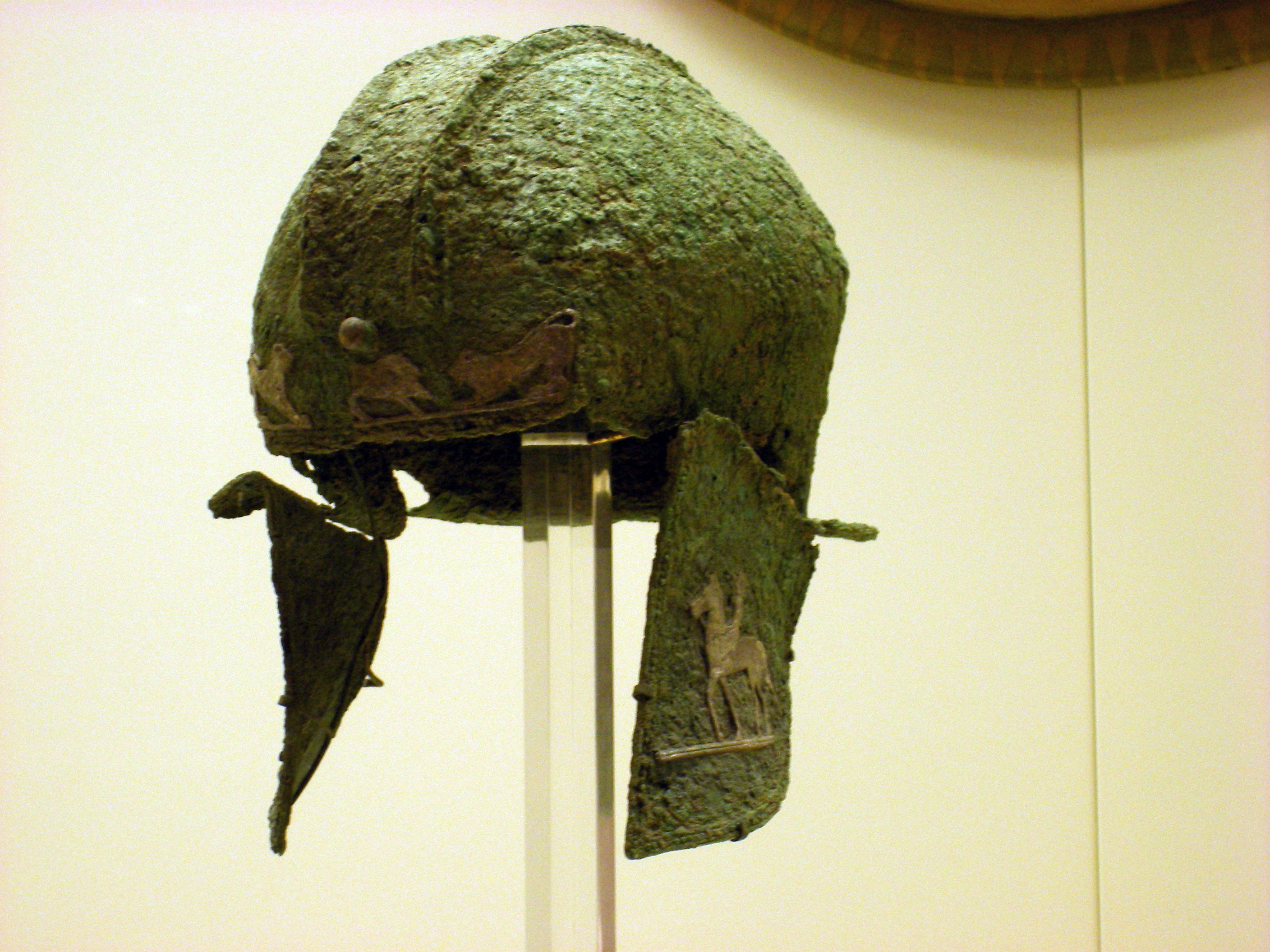
Casc de tipus bronze de tipus il·liri bronze amb decoració aplicada en fulla de plata, 530 aC

La sala exposa a més a més l'acroteri central, restaurat, de terracota del temple d'Hera. Les interpretacions divergeixen. La més comuna és que simbolitzaria l'astre solar. Un cap monumental de la deessa, d'estuc, podria provenir també del temple, atès que ha estat descoberta a les proximitats. Obra d'un taller peloponesi cap a l'any 600 aC, és característica de l'escultura arcaica, amb el típic somriure arcaic i els ulls ametllats. Algunes interpretacions diuen que provindria d'un grup votiu de Zeus i Hera provinent de l'interior del mateix temple. Altres proposen que es tractaria del cap d'una esfinx.

### Sala 3. Període arcaic tardà i escultura arquitectònica
En aquesta petita sala, la número 3 (l'última a la dreta), exposa principalment objectes de terracota: vasos de producció local i a més a més decoracions arquitectòniques amb colors conservats, que provenen del tesaure de Mègara i de Gela sobretot: fragments de cornises i de frontons. Es poden veure també joies de bronze. Tots aquests objectes daten de finals de l'època arcaica i inicis de l'època clàssica. Enmig de la sala, un lleó, obra d'un taller corinti, és un dels primers exemples d'escultura monumental de circa 680-670 aC. El mur sud mostra la restauració de l'entaulament d'un dels dos únics tesaures que han sigut identificats en el jaciment arqueològic; el de Mègara, gràcies a una inscripció d'època romana a l'arquitrau. El frontó mesura 5,70 m de longitud i 0,75 m d'alt. Representa una gigantomàquia, amb una sola de les dotze figures que consta –un gegant en força bon estat de conservació–. Malgrat tot, s'endevinen a Zeus, Atena, Hèracles, Posidó i Ares. Serps i monstres marins completen la decoració als angles.

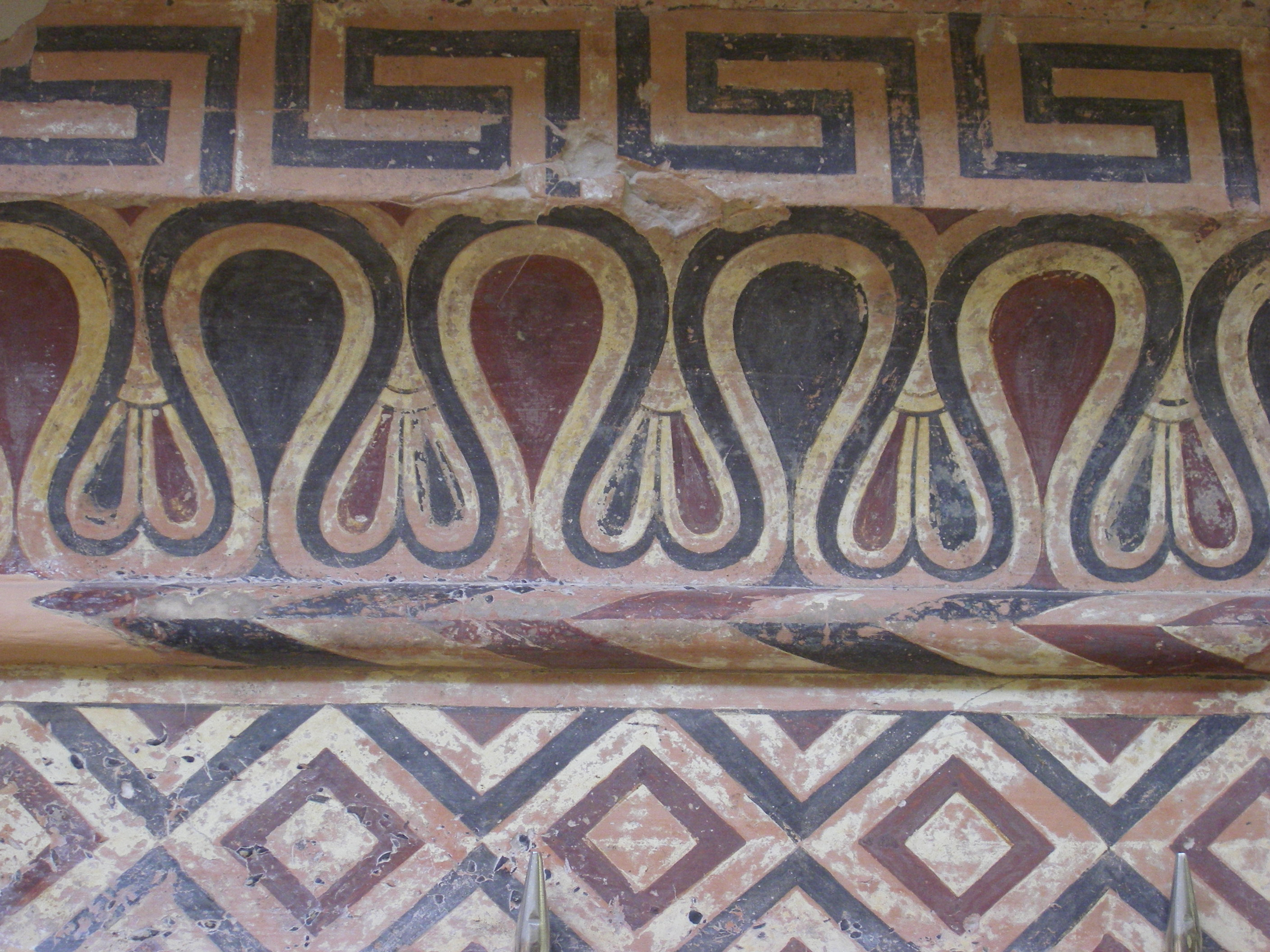
Detall de la decoració en terracota del frontó del Tesaure de Gela. Segona meitat del segle vi aC.
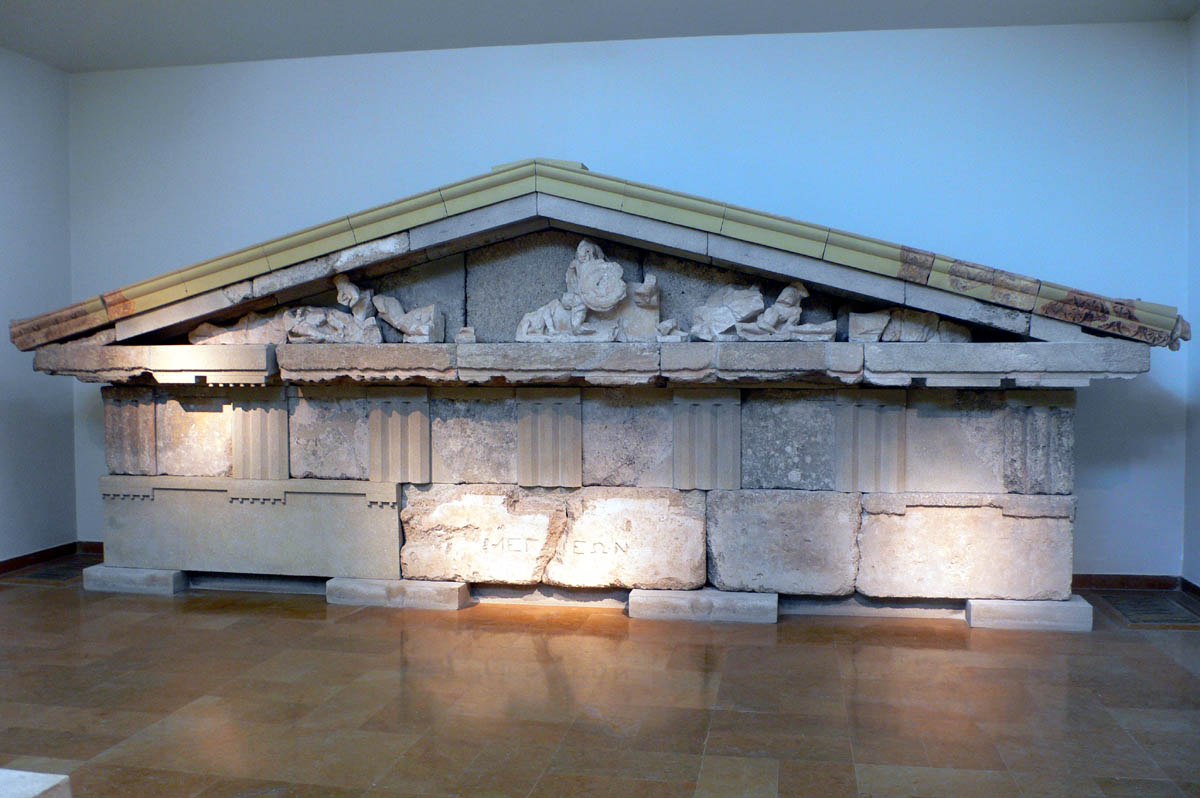
Restauració de l'entaulament (frontó i fris) del Tesaure de Mègara. Cap a 520 aC

### Sala 4. Terracotes monumentals
Aquesta sala allotja exemples poc corrents -a causa de la seva fragilitat- d'estatuària monumental en terracota. El grup escultòric més cèlebre és el de Zeus raptant a Ganimedes, representatiu de l'estil sever, obra d'un taller corinti del 480-470 aC: Zeus llueix el somriure arcaic, però la seva mirada és expressiva. Va haver de ser l'acroteri central d'un dels tesaures. També s'exposen d'altres acroteris: un dofí saltant sobre les onades de circa 400 aC, un lleó assegut de mitjan segle V aC o un cap d'Atena, amb els ulls ametllats, tocada amb un casc àtic i una corona ornada amb flors de loto datada cap al 490 aC. S'exhibeixen també objectes de bronze. Els cascs de Milcíades i Hieró I i que van ser consagrats a Zeus pels seus respectius propietaris. Milcíades va oferir el casc trobat al terraplè sud de l'estadi), que portava durant la batalla de Marató l'any 490 aC. Un casc assiri, botí d'aquesta mateixa batalla, consagrat pels atenesos està exposat al costat. El casc ofert per Hieró I celebra la seva victòria contra els etruscs en la Batalla de Cumas del 474 aC: un casc amb una inscripció similar es troba en el Museu Britànic. Un cap d'ariet de bronze trobat a la vora del mur oest de l'estadi, únic exemplar antic, que data de la primera meitat del segle v aC, està decorat amb un cap de carner.

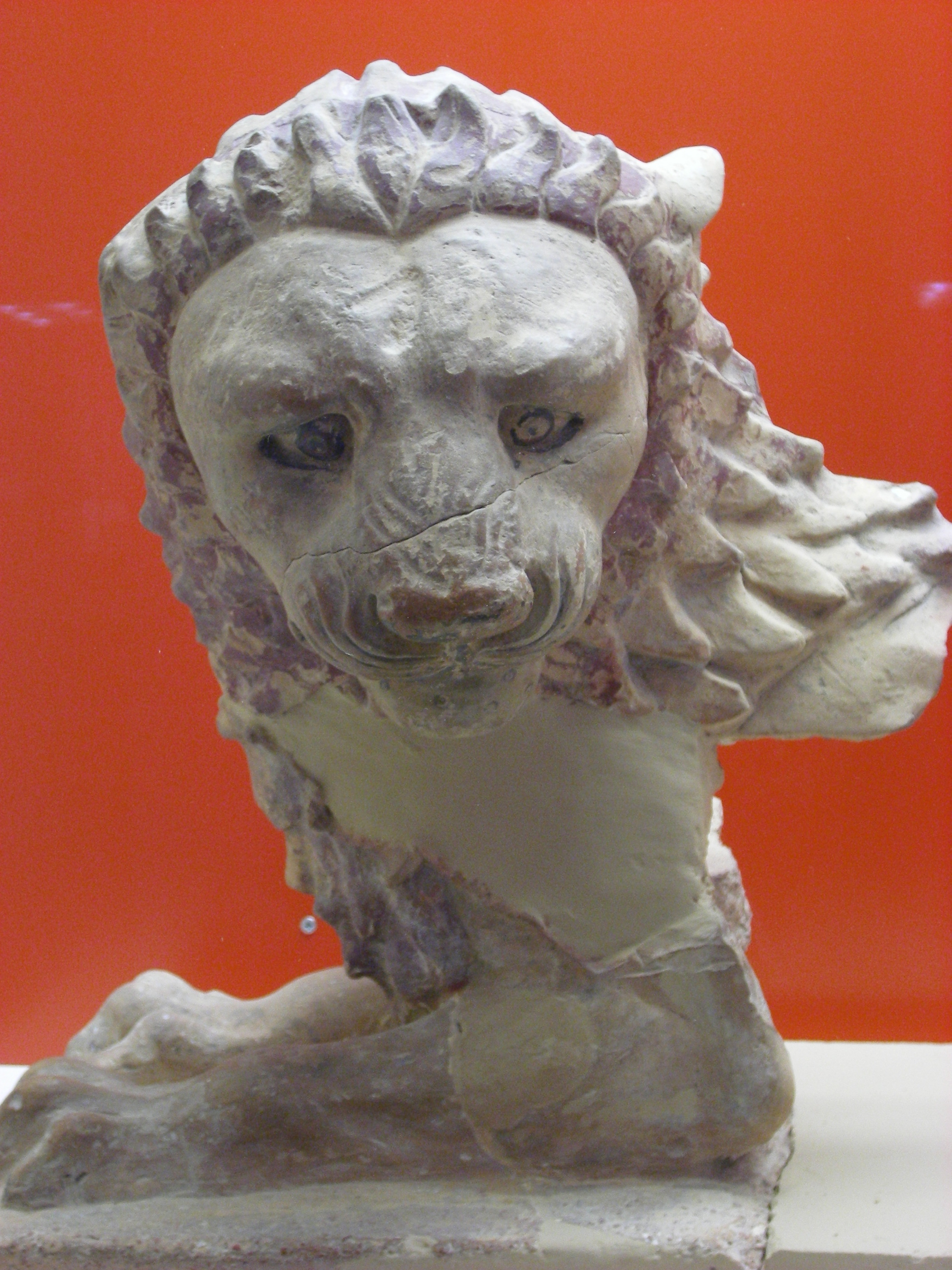
Lleó de terracota. Probablement acroteri d'un tesaure. Meitat del segle V aC
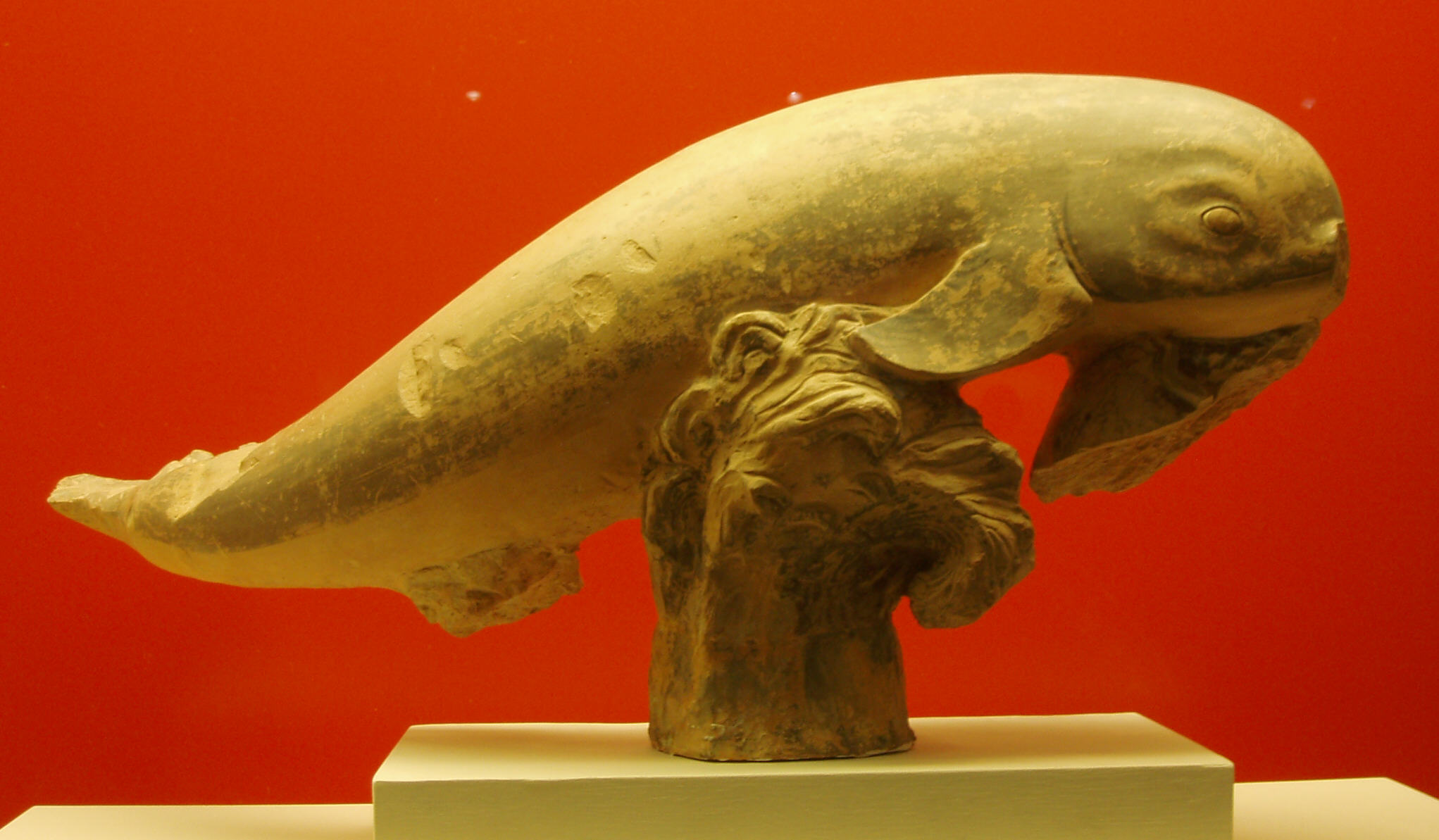
Fragment de terracota amb forma de dofí saltant sobre les onades. Probablement acroteri d'un tesaure, 400 aC
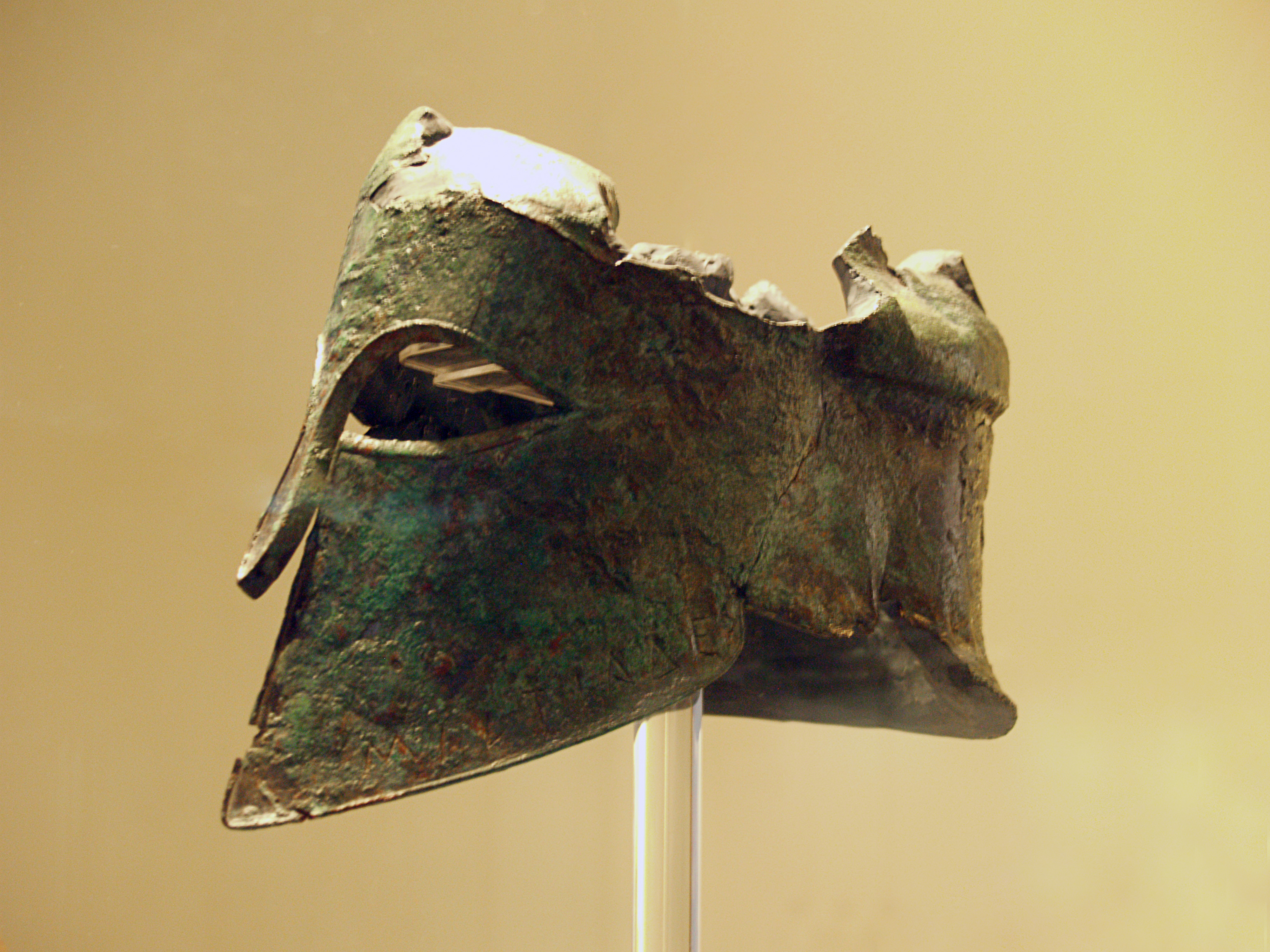
Casc de Milcíades cap a 490 aC
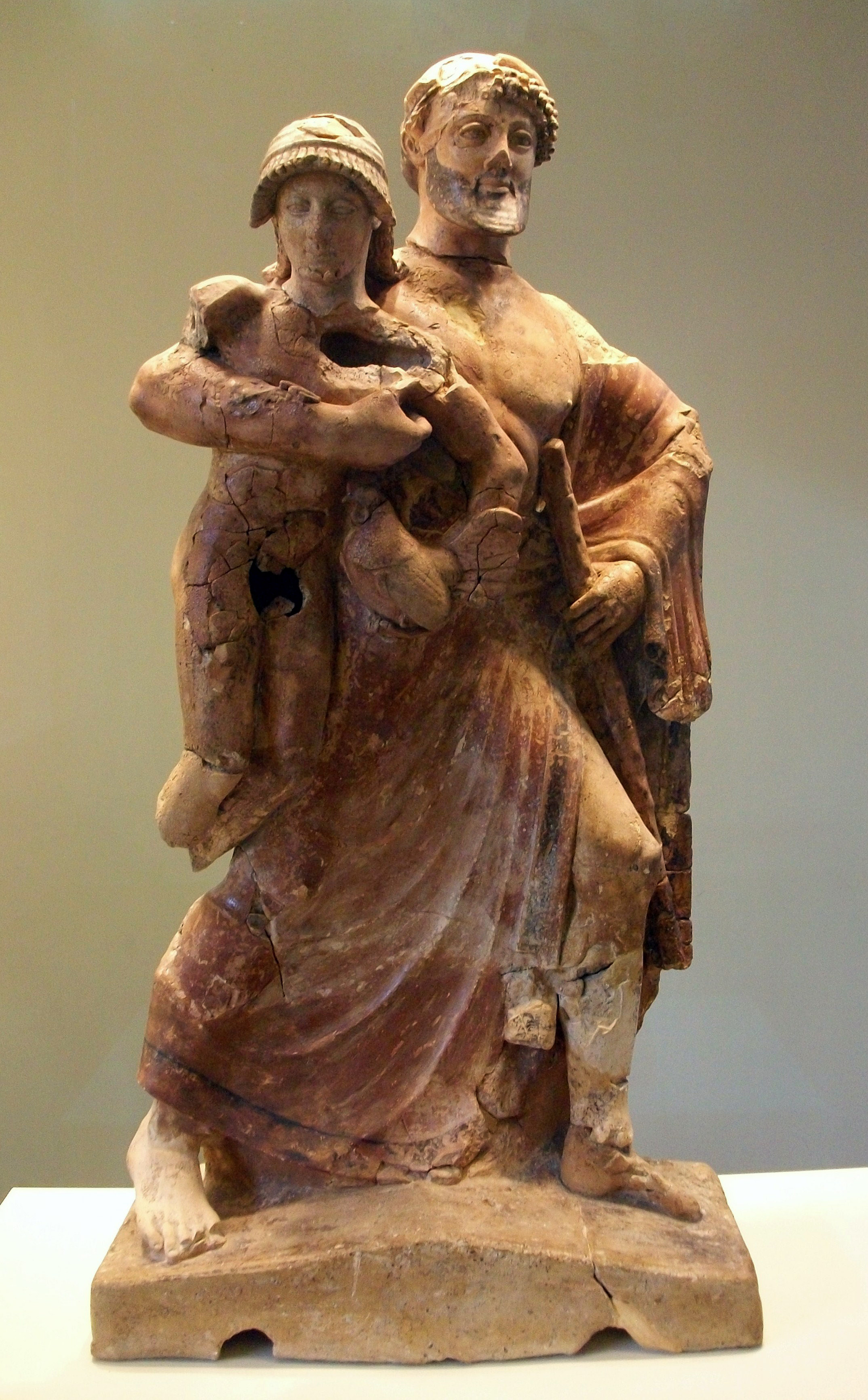
Zeus raptant a Ganimedes. Terracota policromada de 1,1 m d'alçada. 480 aC-470 aC

### Sala 5. Frontons i mètopes del Temple de Zeus
La sala central es dedica a l'exposició d'unes de les més grans obres de l'art grec, els frontons –42 estàtues en total d'estil sever– i mètopes del Temple de Zeus d'Olímpia.
El frontó aquest –a l'esquerra entrant des del vestíbul d'entrada– representa els preparatius de la cursa de carros entre Pèlops i Enòmau. El frontó oest representa el combat entre els centaures i els làpites, sota la mirada d'Apol·lo, figura central. Totes les escultures són de marbre de l'illa de Paros a la mar Egea, llevat de les del frontó oest que les figures són de marbre pentèlic, signe d'una restauració durant l'antiguitat: una dona al racó dret –substituïda durant el segle iv aC– i les dues figures femenines del racó dret –substituïdes durant el segle I–. Restes de color mostren que els frontons estaven pintats.
Els frontons van ser esculpits al final de la construcció del temple, al voltant del 457 o 456 aC, i són, per tant, les primeres obres del període clàssic de l'art grec. A través de Pausànies, ha arribat una completa descripció del temple, va atribuir el frontó oriental a Peoni i l'occidental a Alcàmenes, però modernes recerques han considerat improbables aquestes atribucions i creuen què va ser obra d'un únic autor nomenat «Mestre d'Olímpia».

#### Frontó oriental
Aquest frontó que data entre el 470 aC- 456 aC, té una longitud de 26,39 m per una alçada de 3,15 m al punt màxim. El frontó, per tant, dataria de mitjan segle V aC. Les estàtues, són a escala 1,5, i totes de ple volum, excepte tres cavalls. Cap de les escultures està completa. Cap rastre ha estat trobat dels carros, de bronze, com les armes dels personatges, llevat del lloc en el qual estaven units als cavalls. L'emplaçament de les figures va ser escollit d'acord amb el lloc en què es van trobar durant les excavacions, les interpretacions de les quals de vegades són divergents i contradictòries.
El frontó oriental està dedicat al mite de la cursa de carros entre Enòmau i Pèlops per la mà de la filla del primer, Hipodamia. Consta de vint-i-una figures, representant els moments anteriors a la disputa de la cursa, i estan distribuïdes de manera simètrica prop de la figura central que representa Zeus, àrbitre de la cursa que tindrà lloc. A la seva dreta hi és el bàndol d'Enoòmau en què figuren Enòmau, la seva dona Astèrope, la seva quadriga, criats, un dels quals ha estat identificat com a Mirtil, auriga d'Enòmau, i finalment a l'angle de l'extrem una representació del riu Alfeu o el Cladeus. A l'esquerra hi és el bàndol de Pélops, a qui segueix Hipodamia, la seva quadriga i criats.

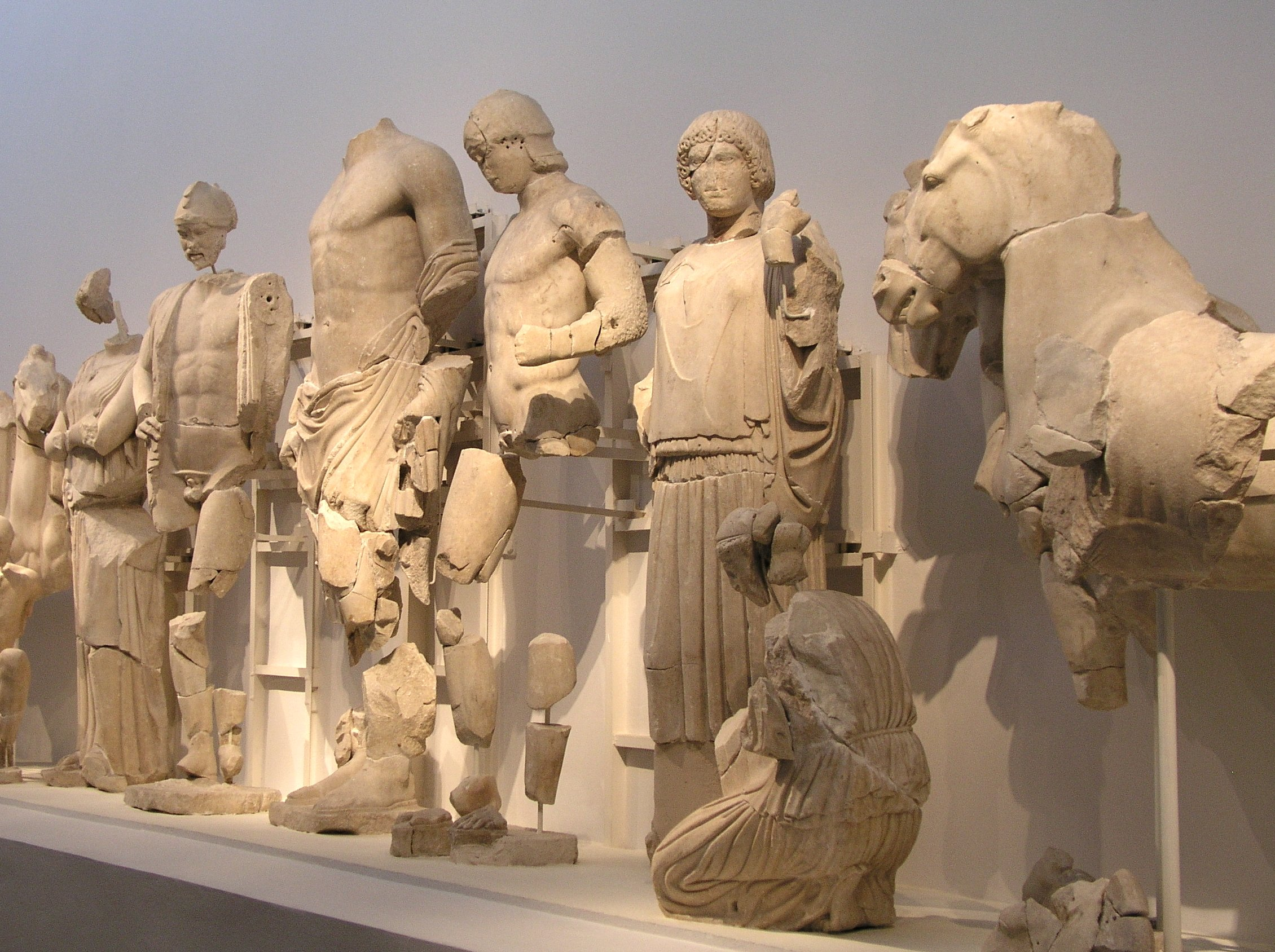
Vista del frontó oriental
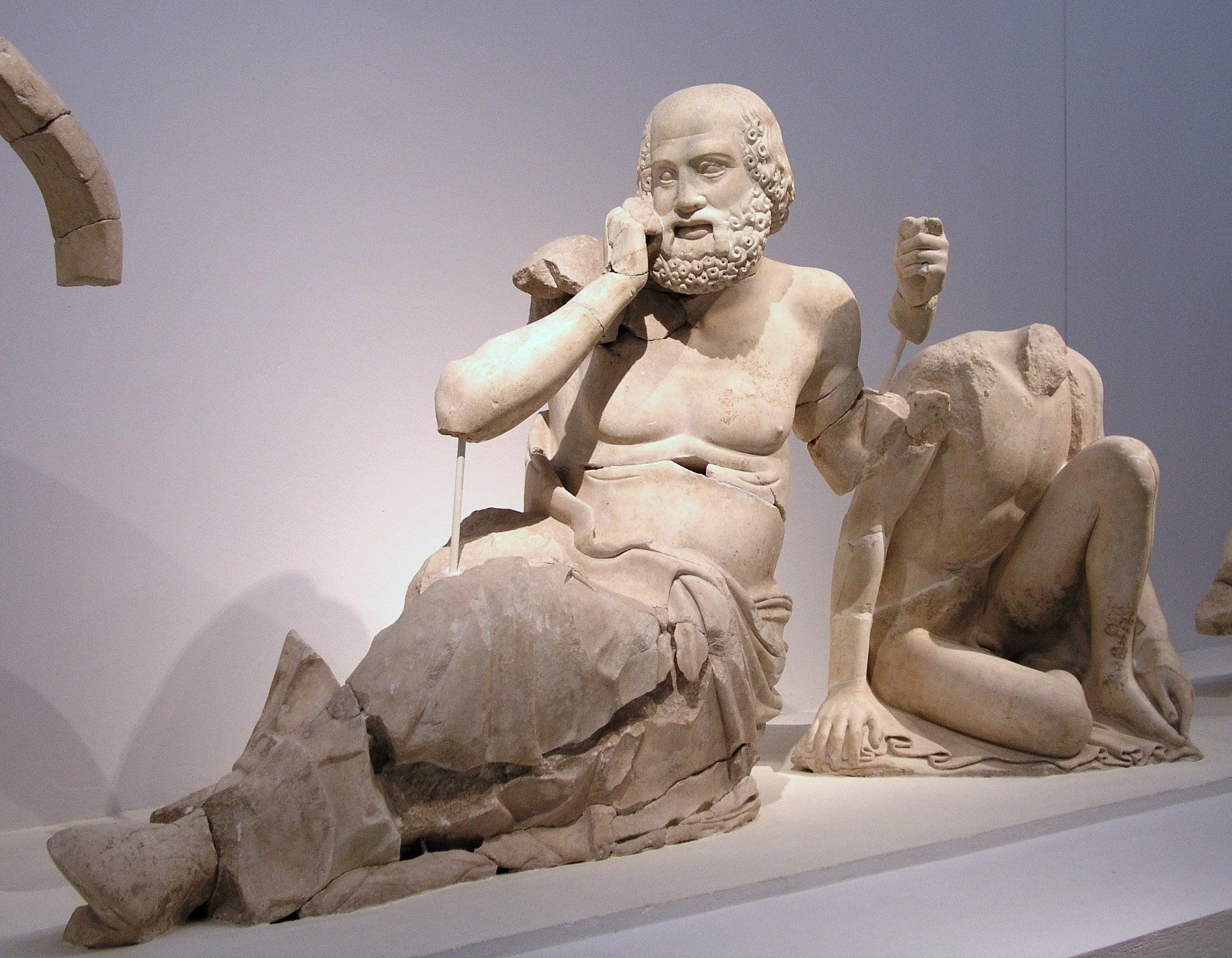
Figura d'un àugur o pensador al costat de Pèlops.
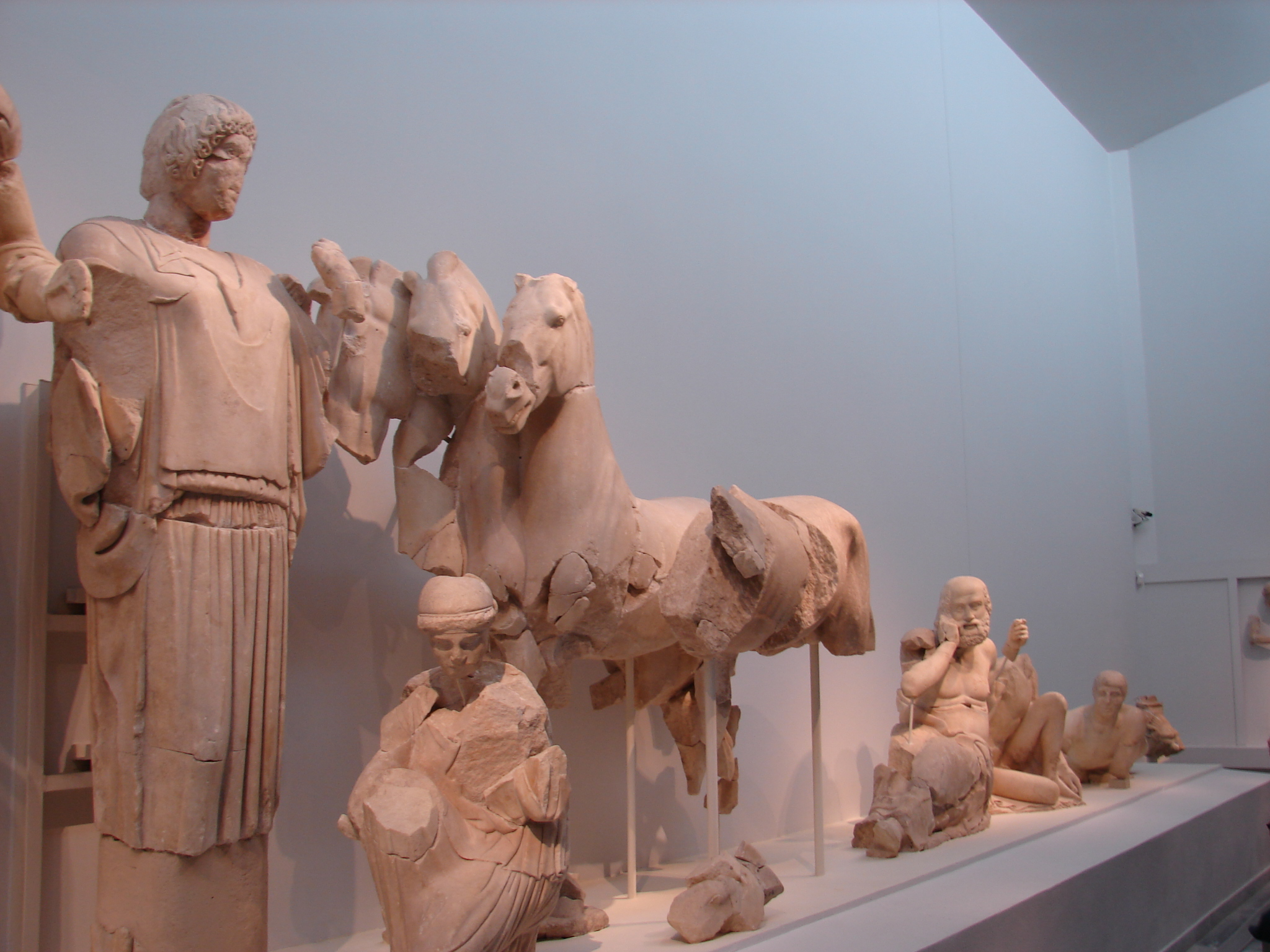
A primer terme Hipodamia i la quadriga de Pèlops.
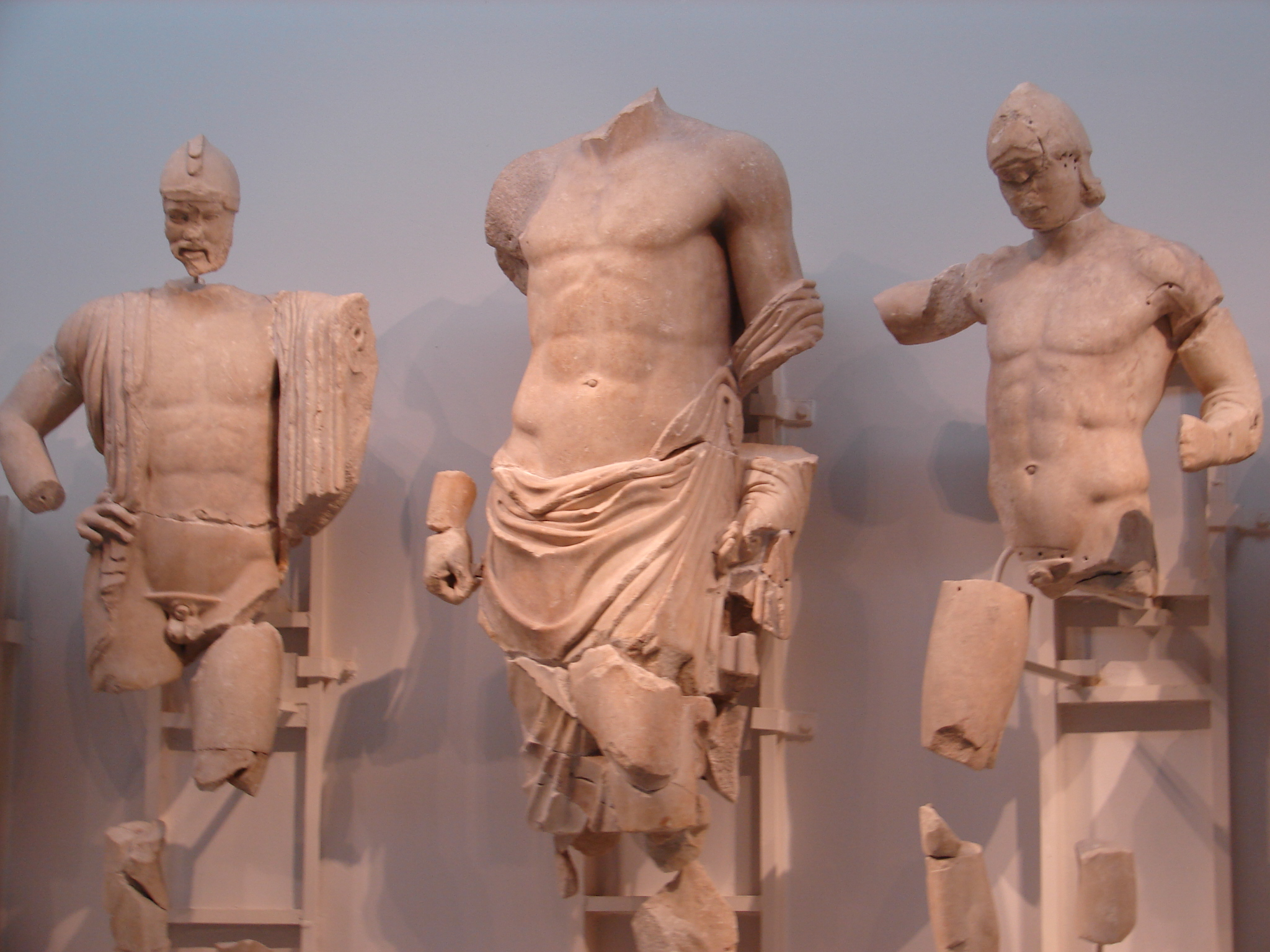
Enòmau, Zeus i Pèlops.

#### Frontó occidental
El frontó occidental datat entre el 470-456 aC. Les seves dimensions són: 26,39 m d'amplada per 3,17 m d'alçada al punt més alt. Pausànies atribueix l'autoria a Alcàmenes.
Està dedicat al mite de la lluita entre els làpites de Pirítous i els centaures d'Euritió. Conté igual que a l'altre frontó vint-i-una figures distribuïdes en grups de centaures tractant de segrestar dones làpites mentre aquestes tracten de resistir-se, prop de la figura central que representa Apol·lo. Als extrems hi ha una sèrie d'escultures femenines làpites que assisteixen horroritzades a la lluita. Els grups més importants són els que estan al voltant d'Apol·lo que representen, a la seva dreta, la lluita entre Euritió i Hipodamia, recentment casada amb Pirítous, el qual està situat darrere seu disposat a copejar Euritió, a la seva esquerra una altra lluita entre un centaure i una dona làpita i darrere està Teseu en actitud semblant a la de Pirítoo. La imatge que representa Apol·lo és la millor conservada.

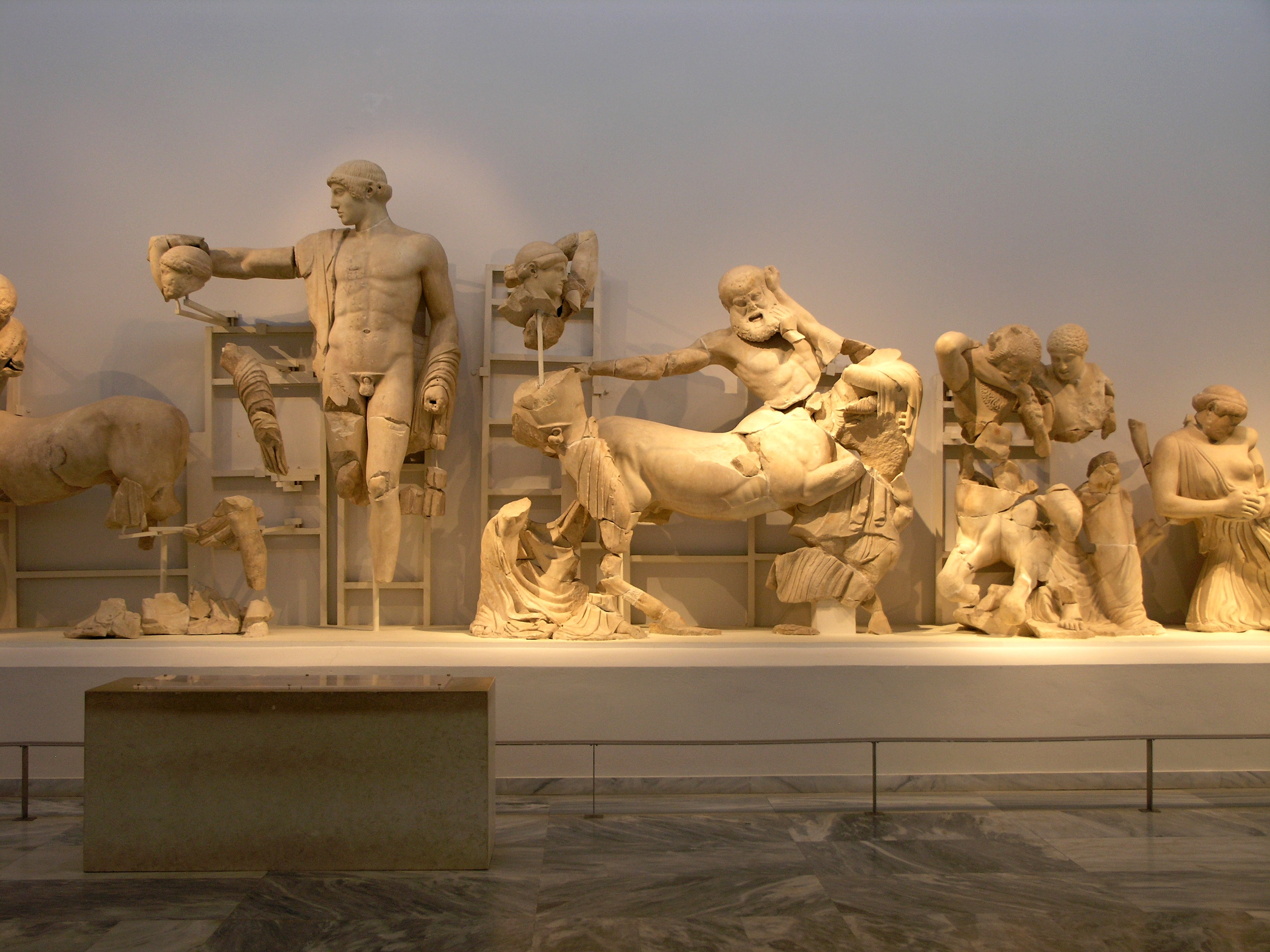
Part central del frontó occidental
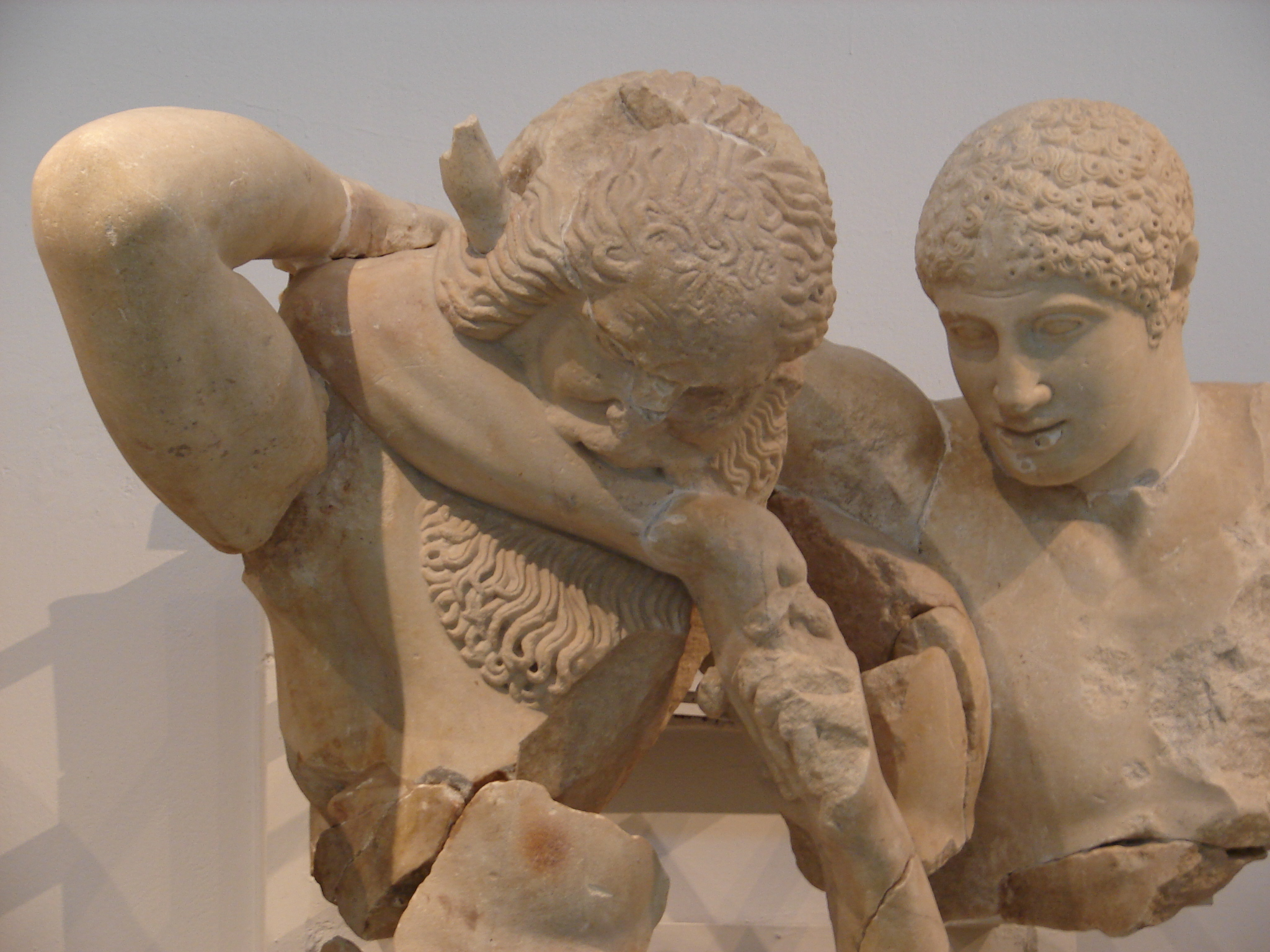
Detall d'una lluita entre centaures i làpites
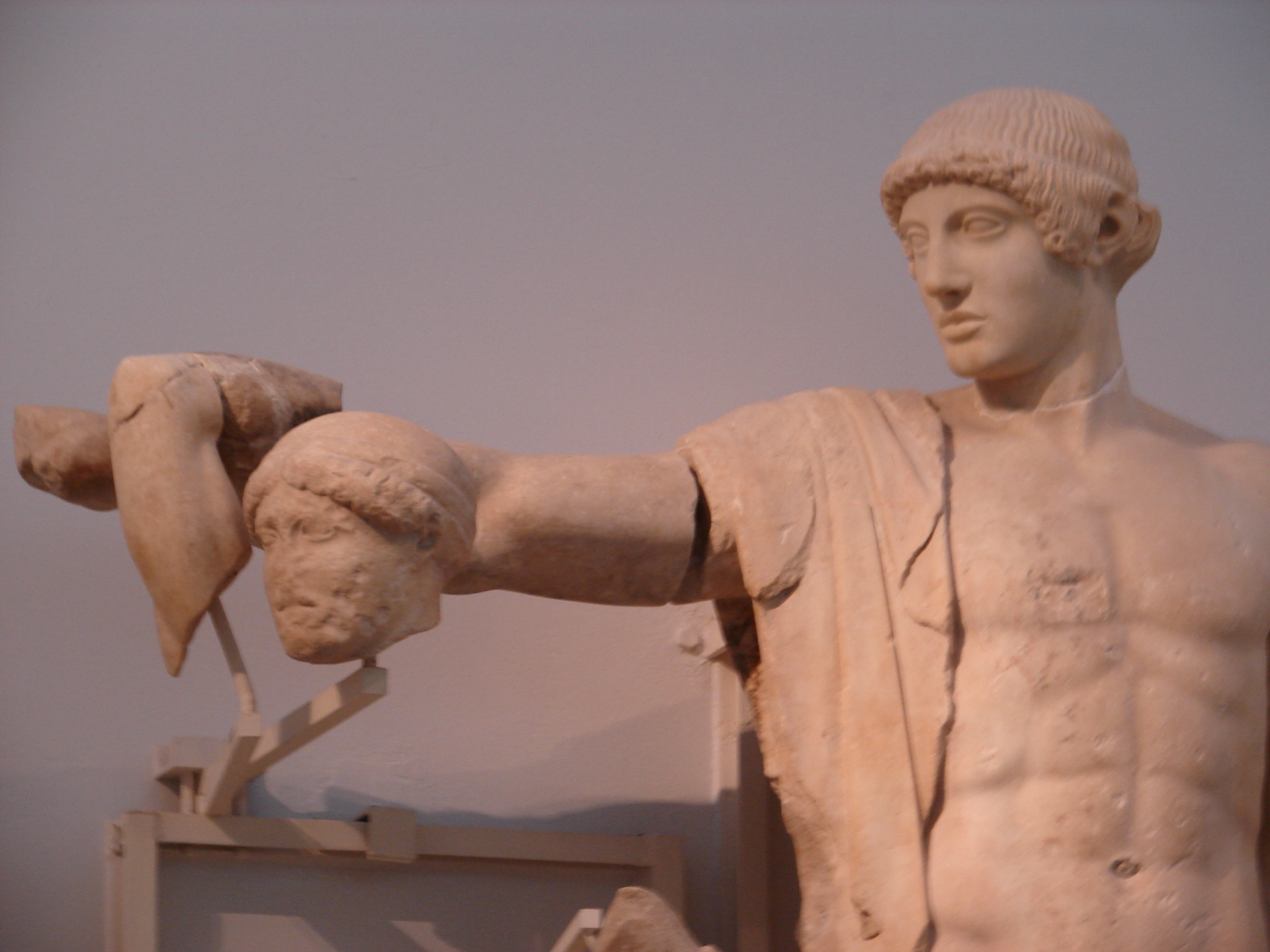
Figura d'Apol·lo. Sota el seu braç està el cap de Pirítoo.
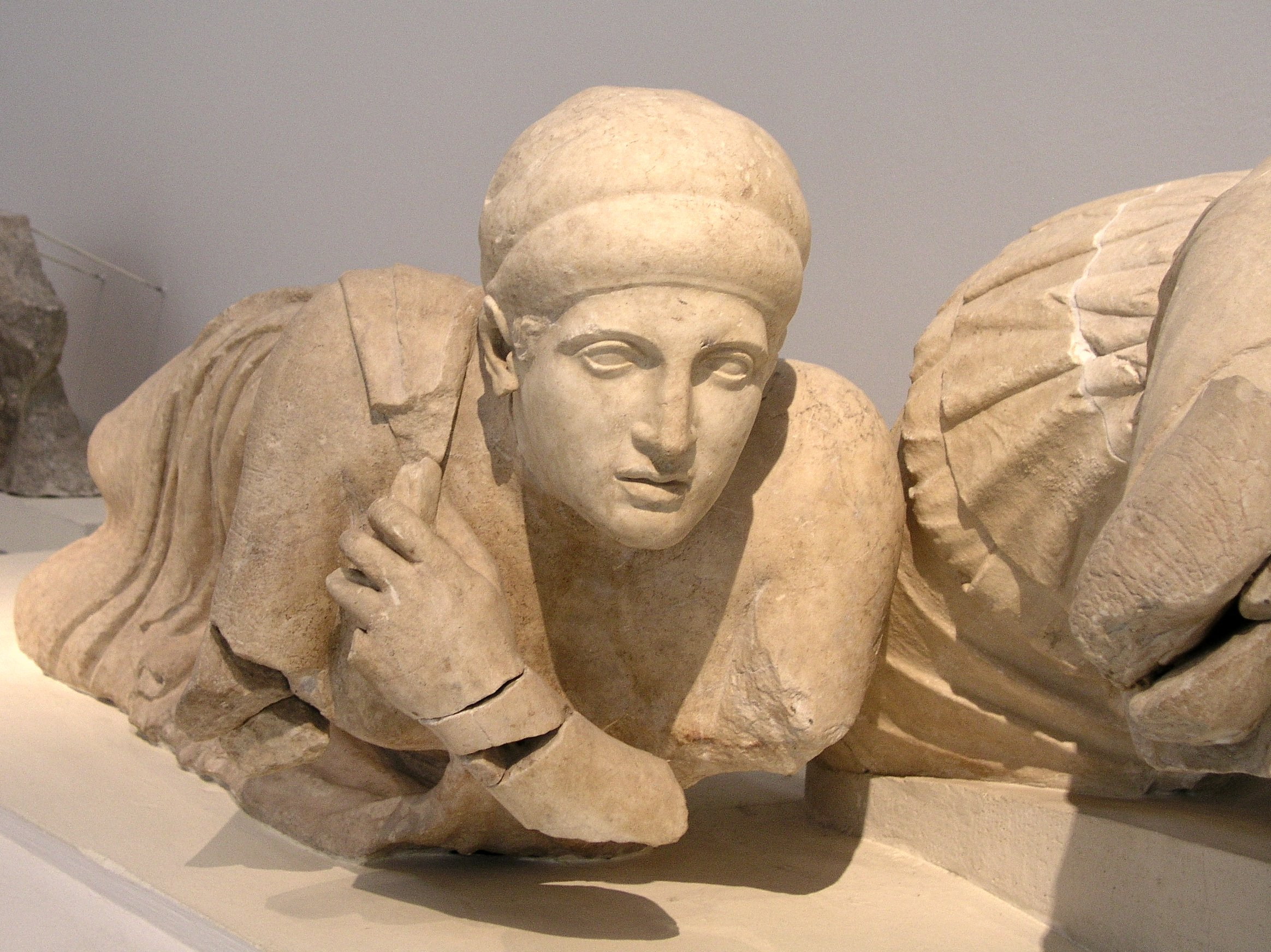
Dona làpita. Marbre pentèlic.

El déu Apol·lo és la figura central i mesura 3,10 m d'alt. Fa un gest d'apaivagament amb la mà dreta, encara que estigui per ajudar els làpites. A la mà esquerra sosté un arc, que ha desaparegut. A la seva esquerra hi és Teseu i a l'esquerra Pirítous. El costat dret, el millor preservat, presenta Hipodamia agredida per Euritió, a qui Pirítous, es prepara a copejar-lo. Tot seguit, un home jove és agafat per un centaure. Incidint en la dona làpita, que llueix un vestit esquinçat, s'allibera d'un centaure ferit per l'espasa d'un làpita agenollat. L'angle està decorat amb dues figures femenines. El costat esquerre té una decoració similar, però no en tan bon estat.

#### Mètopes
Les mètopes de 50 x 1,60 m, que adornaven els frisos del temple són dotze col·locades en dos grups de sis, un al prónaos i un altre a l'opistòdom. Estan representades en elles Els dotze treballs d'Hèracles. Les millors conservades són les quatre que representen els episodis d'Els ocells de l'Estimfal, la tercera mètopa del costat oest -l'original està en el Museu del Louvre i la còpia a Olímpia-, El bou de Creta, Les pomes d'or de les Hespèrides del Jardí de les Hespèrides, que és la quarta mètopa del costat est -l'original està a Olímpia- i la neteja d'Els estables del rei Augies, que és la sisena mètopa del costat est -l'original a Olímpia-. Totes són de marbre de Paros i han estat atribuïdes al «Mestre d'Olímpia».

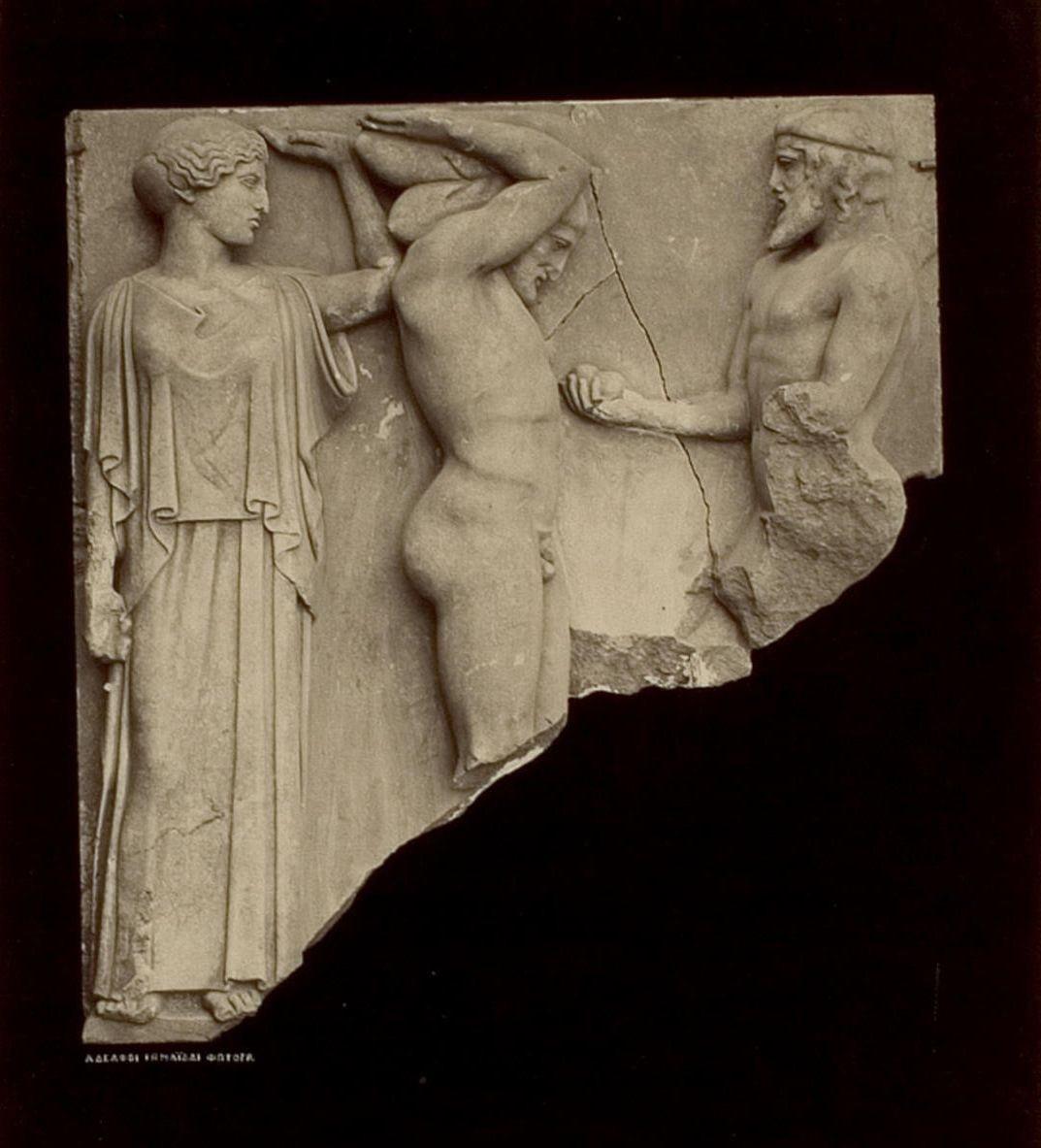
Les pomes d'or de les Hespèrides
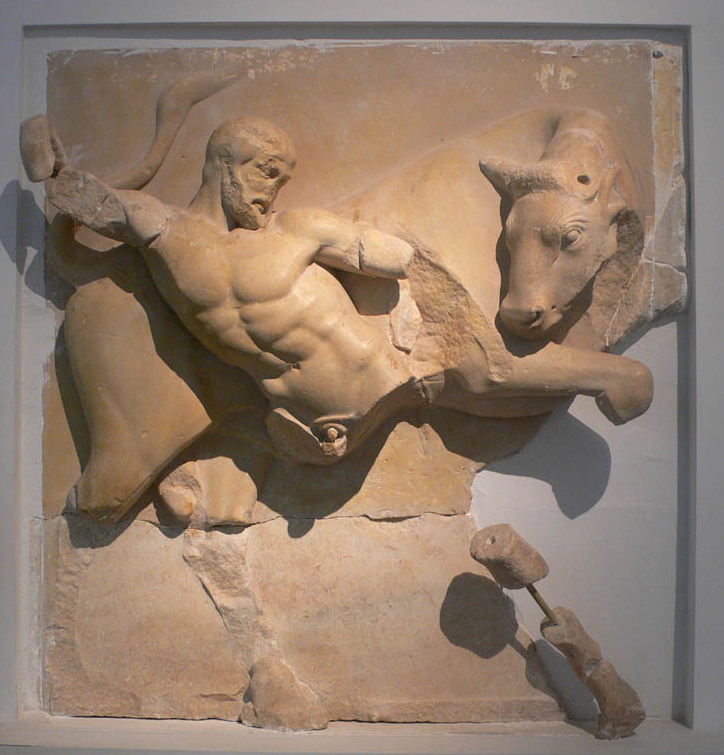
El bou de Creta
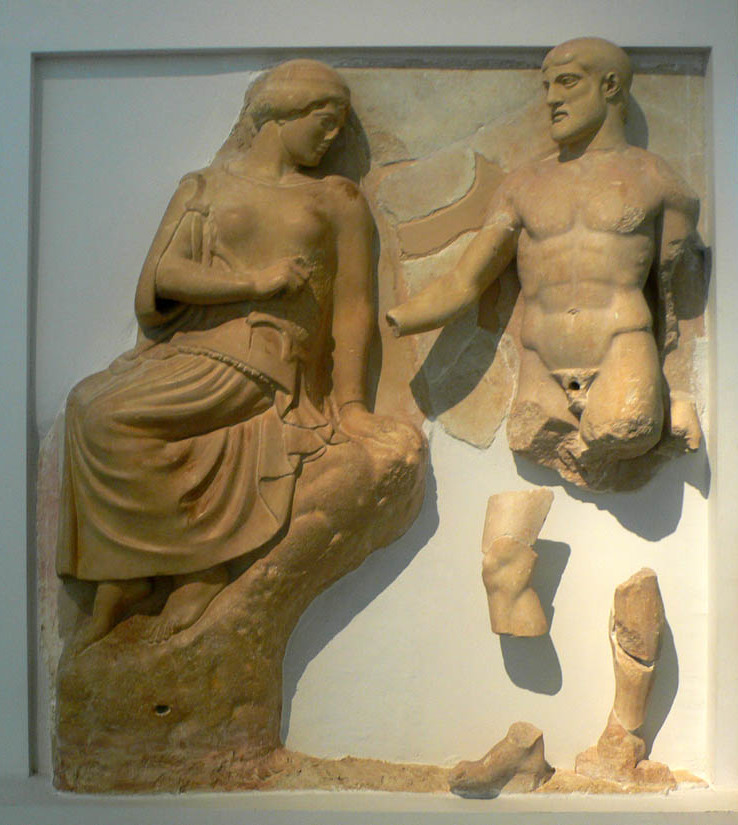
Els ocells de l'Estimfal

### Sala 6. Victòria de Peoni
Aquesta sala està dedicada a l'exposició de l'estàtua de la Niké o Victòria de l'escultor calcídic Peoni, de marbre, datada entre els anys 425 aC i 421 aC, dedicada a Zeus i amb la signatura de l'artista al sòcol. Va ser un encàrrec dels habitants de Naupacte i Messènia, aliats de l'antiga Atenes, com ofrena per la seva victòria sobre els espartans a la batalla d'Esfactèria o d'una de les últimes batalles de la Guerra d'Arquidam.
L'estàtua de 2,115 o 2,90 metres segons les fonts, es trobava sobre un alt pedestal de 8,81 m al sud-est del Temple de Zeus a l'Altis. És considerada la primera estàtua monumental de «Niké» - «Victòria» de la història. És també la primera representació coneguda d'una «Niké» en tres dimensions. Feta de marbre de Paros, està deteriorada. Li falten les ales, el himatió que flota després d'ella i el rostre, però el seu moviment és encara perceptible. Descendeix de l'Olimp i està posant els peus a terra. Té les ales desplegades. El seu quitó revela totes les formes i proporcions. Traços de pintura evidencien que estava pintada de vermell. Als seus peus es trobava també una àguila de la qual no queda més que el cap –les seves ales eren de metall–.

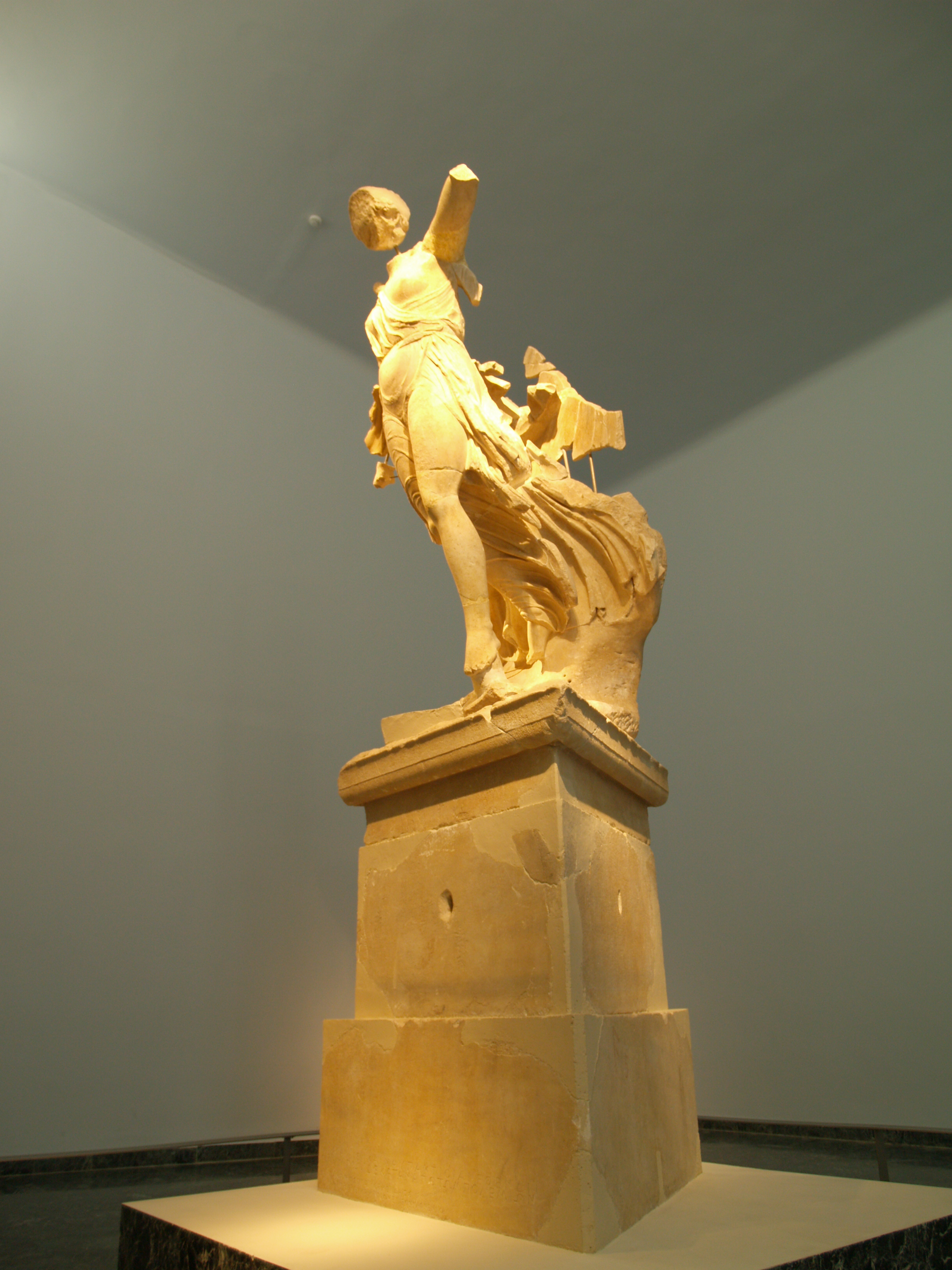
Victòria de Peoni
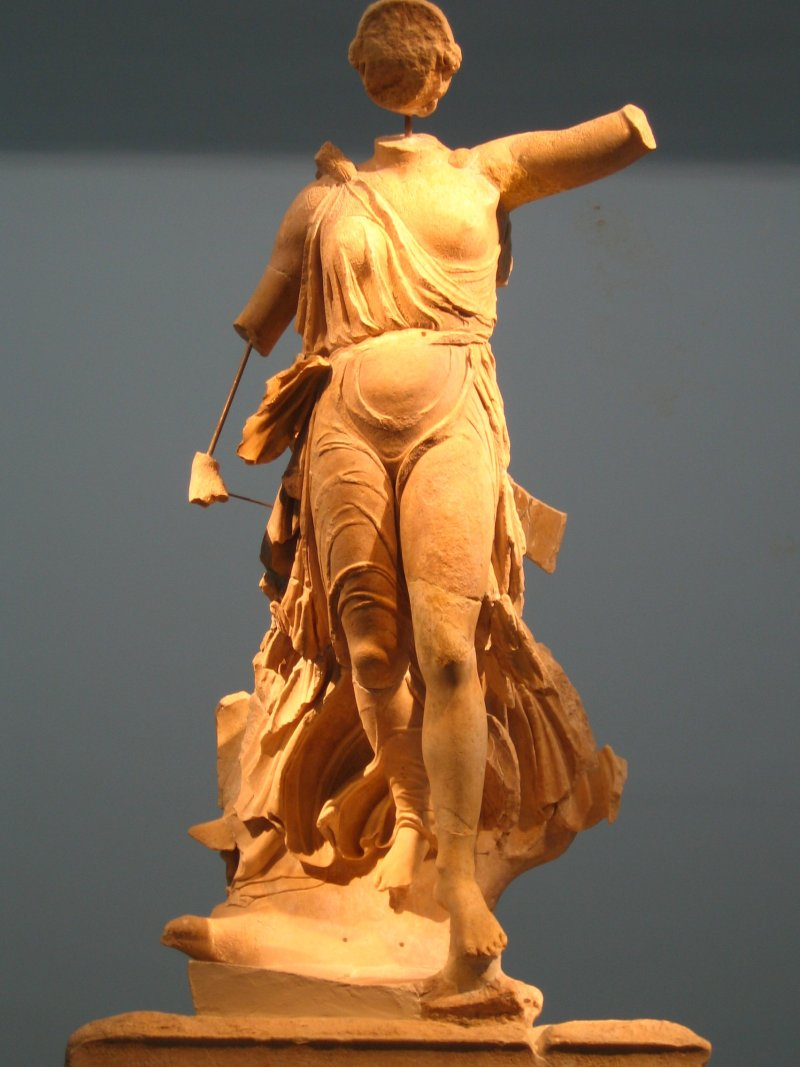
Victòria de Peoni
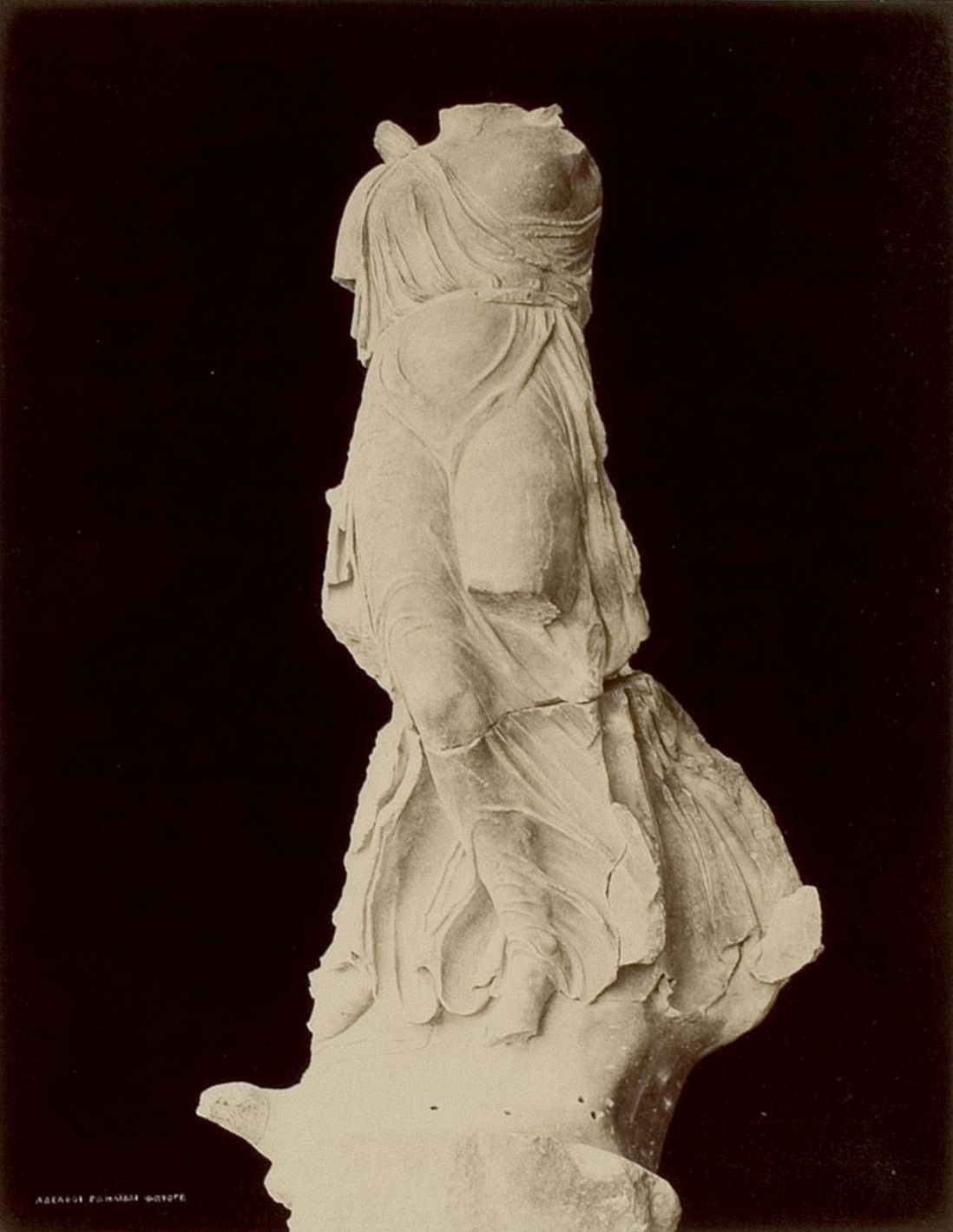
Victòria de Peoni, fotografia de l'any 1876, quan va ser trobada.

### Sala 7. Taller de Fídies

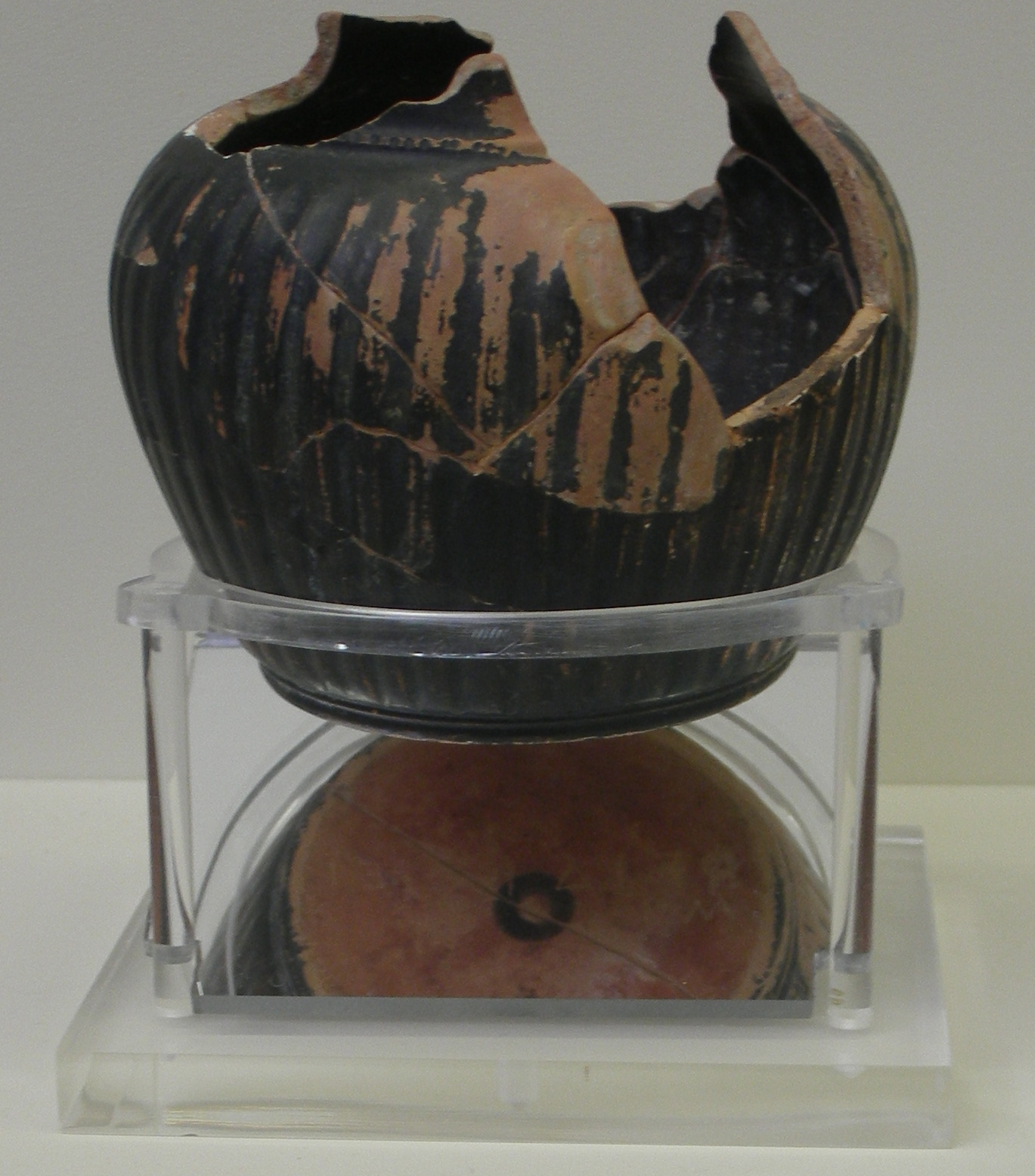
Enòcoa de ceràmica propietat de Fídies. Segona meitat del segle V aC.

En aquesta sala estan exposats una sèrie d'objectes, ceràmiques i eines, que van ser propietat de l'escultor Fídies, a més a més dels motlles i estris que es van utilitzar per a la talla de l'Estàtua de Zeus a Olímpia, una de les set meravelles del món.
Les peces van ser identificades després de la troballa d'una enòcoa que portava la inscripció: ΦEIΔIO EIMI, «Sóc de Fídies». El seu taller es va trobar a la part oest del jaciment arqueològic i va ser identificat el 1958 gràcies a la descoberta de l'enòcoa citada.

### Sala 8. Hermes de Praxíteles
En aquesta sala està exposat una altra de les grans obres de l'art de l'antiga Grècia: l'Hermes amb Dionís infant, obra de Praxíteles, encara que també s'ha proposat que és una còpia romana de l'original de Praxíteles. Està feta amb marbre de Paros cap al 343 aC i va ser oferta com a ofrena al Santuari d'Olímpia per èlids i arcàdics en commemoració del tractat de pau signat entre ells. Posteriorment va ser traslladada a les naus del temple d'Hera on va ser vista i descrita per Pausànies. Tanmateix, hi ha controvèrsia pel que fa a la datació de l'obra, que alguns trets estilístics semblen d'època posterior per la qual cosa, alguns experts opinen que és una còpia del segle I d'un original de Praxíteles del segle iv aC
Representa Hermes nu descansant, recolzant-se en un tronc d'arbre mentre juga amb l'infant Dionís, a qui subjecta amb el braç esquerre mentre li ensenya un carràs de raïm que té a la mà dreta –perdut junt amb el braç tallat per damunt del colze–. A la mà esquerra havia de tenir un caduceu, també desaparegut. Com és habitual a l'estil de Praxíteles, el gest de tots dos és de dolçor i tranquil·litat. Hi ha restes de pintura marró vermellosa als cabells i en una sandàlia d'Hermes, i traces d'una capa de pintura.
A Hermes li faltava l'avantbraç dret, dos dits de la mà esquerra, les dues cames a partir dels genolls, el peu esquerre i els atributs sexuals; a l'infant Dionís li faltaven els braços –excepte la mà dreta que la té descansant sobre l'espatlla d'Hermes i la punta del peu dret–. Finalment, no es van localitzar gran part de l'arbre i el pedestal.

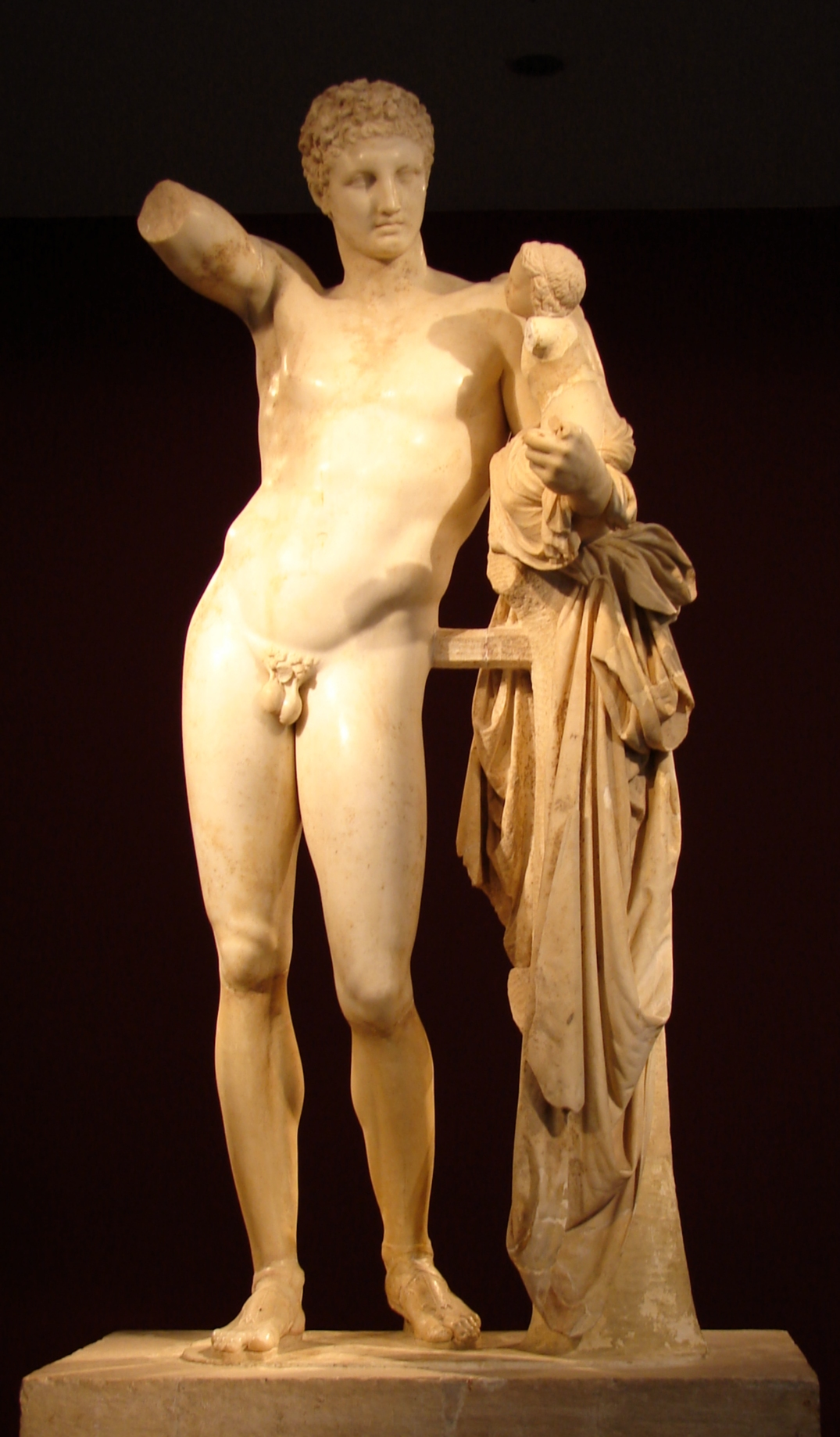
Hermes amb Dionís infant
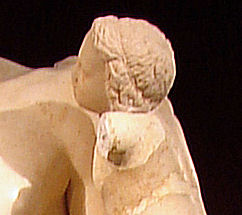
Detall de l'infant Dionís
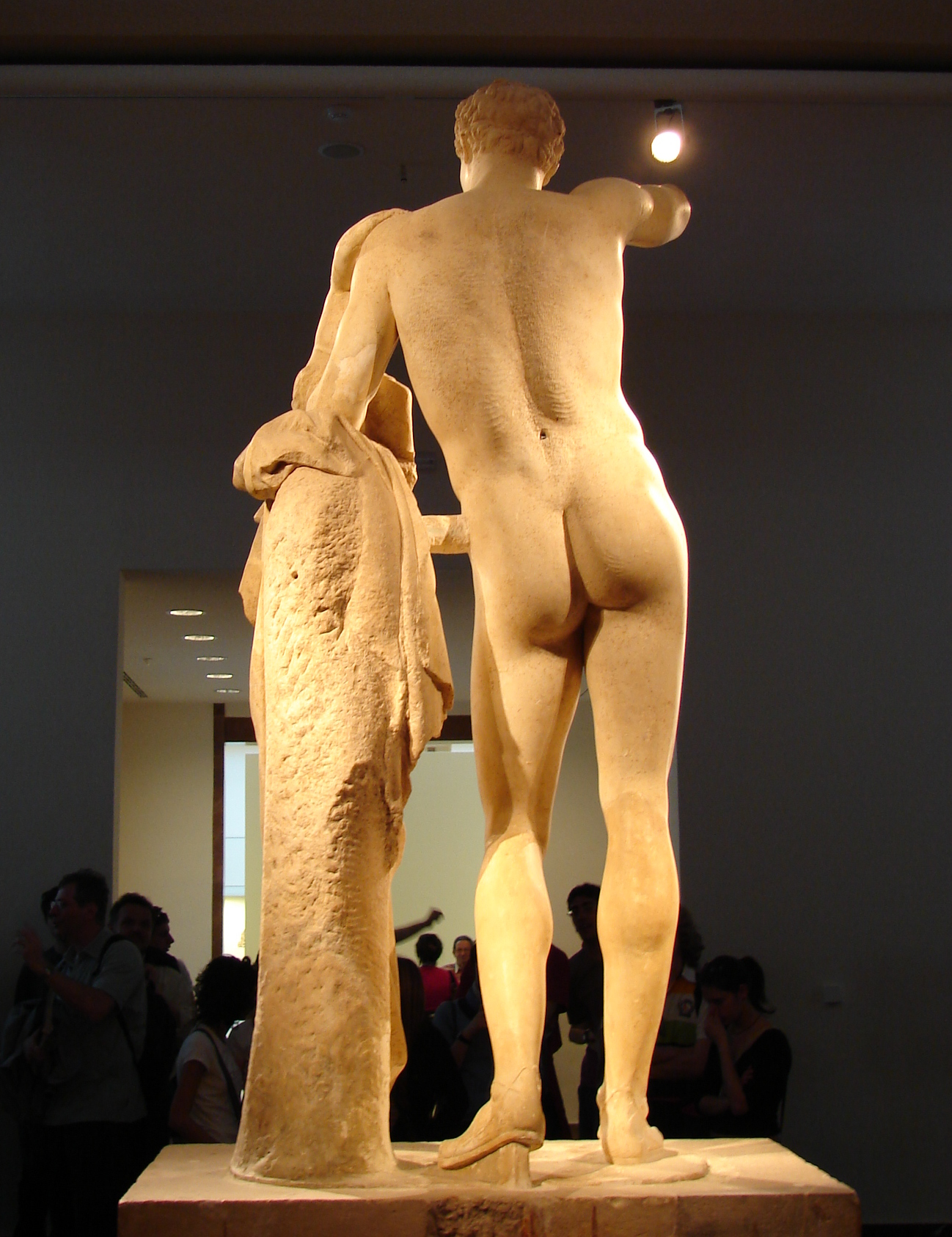
Vista posterior

### Sala 9. Període hel·lenístic
En aquesta sala s'exposen objectes de l'època hel·lenística datats entre els segles IV aC i I aC.
Aquesta sala és reduïda, mentre que les estàtues ofertes al santuari van ser nombroses en la mencionada època, encara que quasi totes van desaparèixer: potser van ser portades per ornar Constantinoble, com va succeir amb l'estàtua criselefantina de Zeus, o potser destruïdes a causa de l'edicte de Teodosi II, després d'uns terratrèmols, o bé als forns de calç en els segles següents. Es pot veure en aquesta sala, a més a més de ceràmiques, una escultura petita i allargada masculina, identificada de vegades amb Dionís -datada del segle IV-segle III aC–, una escultura de dona asseguda del segle i aC, un cap d'Afrodita de l'estil de l'Afrodita de Cnidos, i fragments d'estàtues i d'edificis.

### Sala 10. Nimfeu
Aquesta sala presenta la primera part de la col·lecció romana del museu: les estàtues provinents del nimfeu erigit per Herodes Àtic i la seva esposa Anna Regil·la (Annia Regilla), l'any 160, per solucionar el problema d'abastiment d'aigua al santuari.
En un costat de la sala, les escultures, més o menys completes, del nivell superior de la font exedra estan disposades en forma d'arc, recordant la forma original del monument. Representen l'extensa família d'Herodes Àtic: el cap de Marcus Appius Bradua (avi de Regil·la), el cos sense cap de Regil·lo (fill d'Herodes i Regil·la), Atenes (filla menor d'Herodes), el cos amb el cap perdut de Titus Claudi Àtic Herodes (pare d'Herodes Àtic); una estàtua central de Zeus, còpia en marbre d'un original de bronze de l'any 430 aC; una estàtua femenina sense cap i identificada com la de Regil·la; l'estàtua també acèfala d'Apìo Annio Trebonio Gallo (pare de Regil·la); Atilia Caucidia Tertulla (pertanyent també a la família) i Elpinice (la filla gran d'Herodes).
En el centre de la sala, com en el centre de l'estany superior de la font, hi ha un torus de marbre amb una inscripció indicant que havia estat dedicat a Zeus per Regil·la, esposa d'Herodes i sacerdotessa de Demèter.
Al costat oposat de la sala, prop les finestres, estan exposades les estàtues del nivell inferior del nimfeu, que representen els membres de la família imperial: l'estàtua sense cap de  Marc Aureli, que estava erigida en un naiskos -del qual també prové un capitell corinti exposat en la mateixa sala -; Faustina la Major (dona d'Antoní Pius); Faustina la Menor (filla d'Antoní Pius i dona de Marc Aureli); una estàtua femenina jove que podria representar Ànnia Aurèlia Galèria Lucil·la o Ànnia Aurèlia Galèria Faustina, filles de Marc Aureli; el cap de jove de Luci Aureli Ver. Es pot contemplar també una escultura completa de Marc Aureli, una estàtua d'Adrià i altre sense cap identificada com Herodes Àtic, provinent també del naiskos.

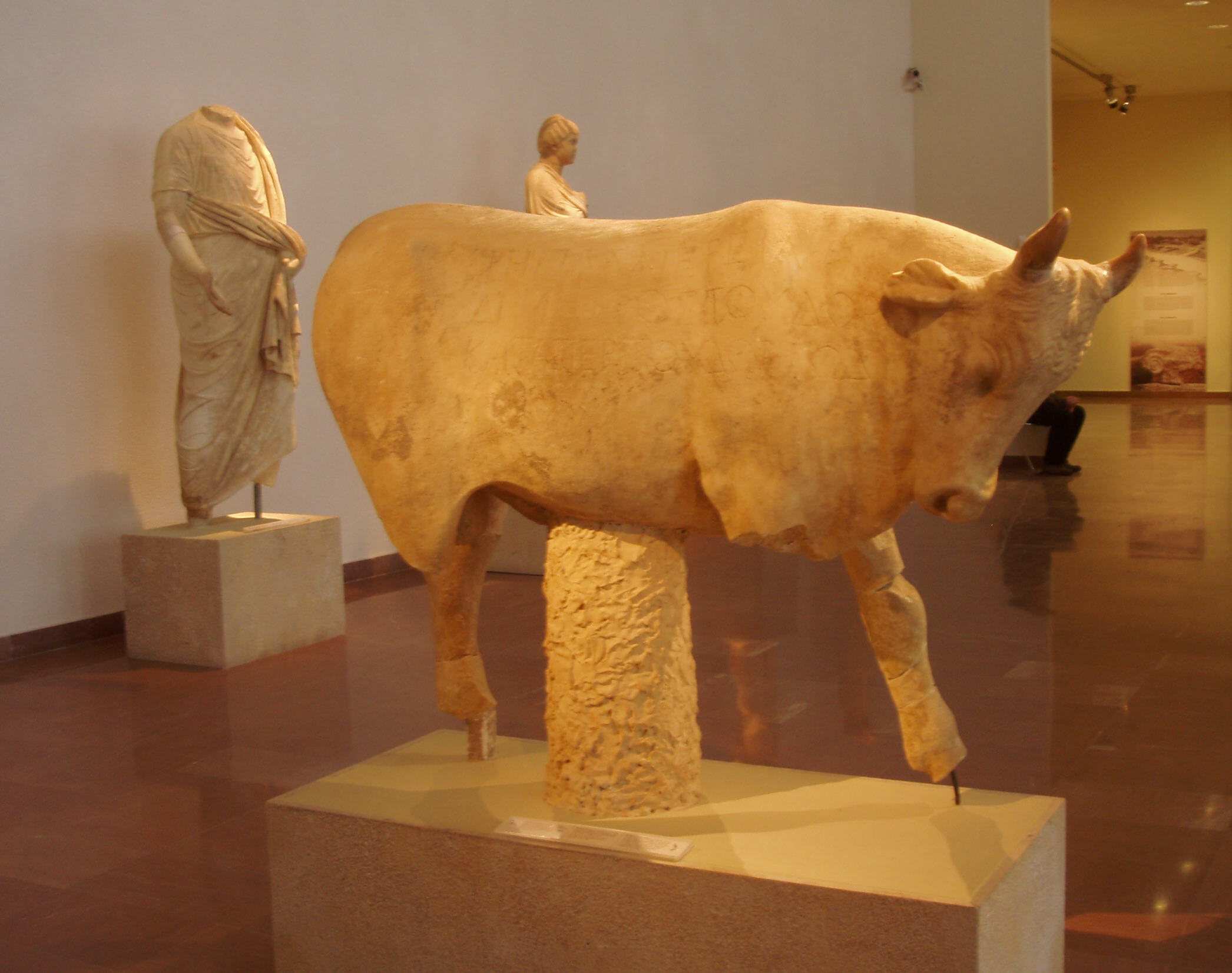
Torus de marbre dedicat a Zeus per Regil·la
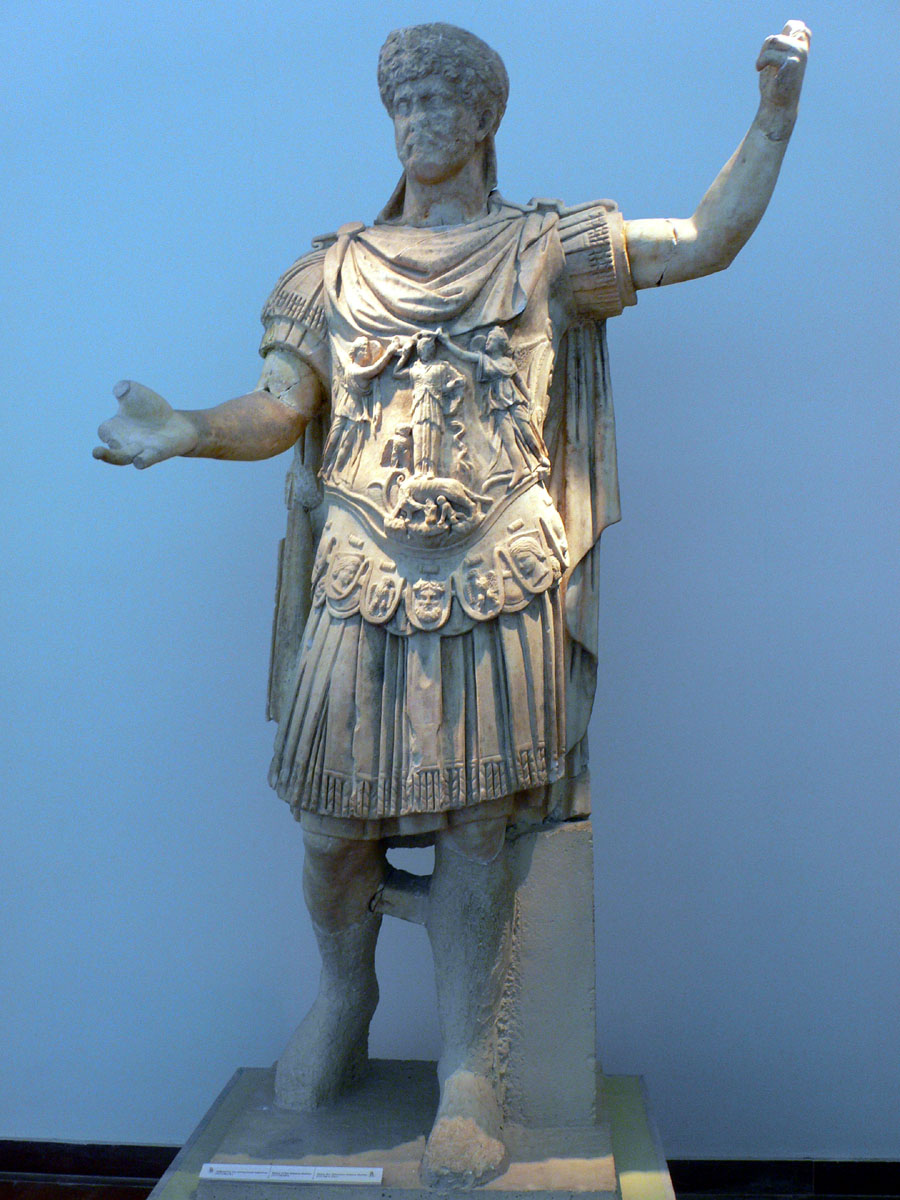
Adrià. Estàtua de marbre, circa 160 dC.
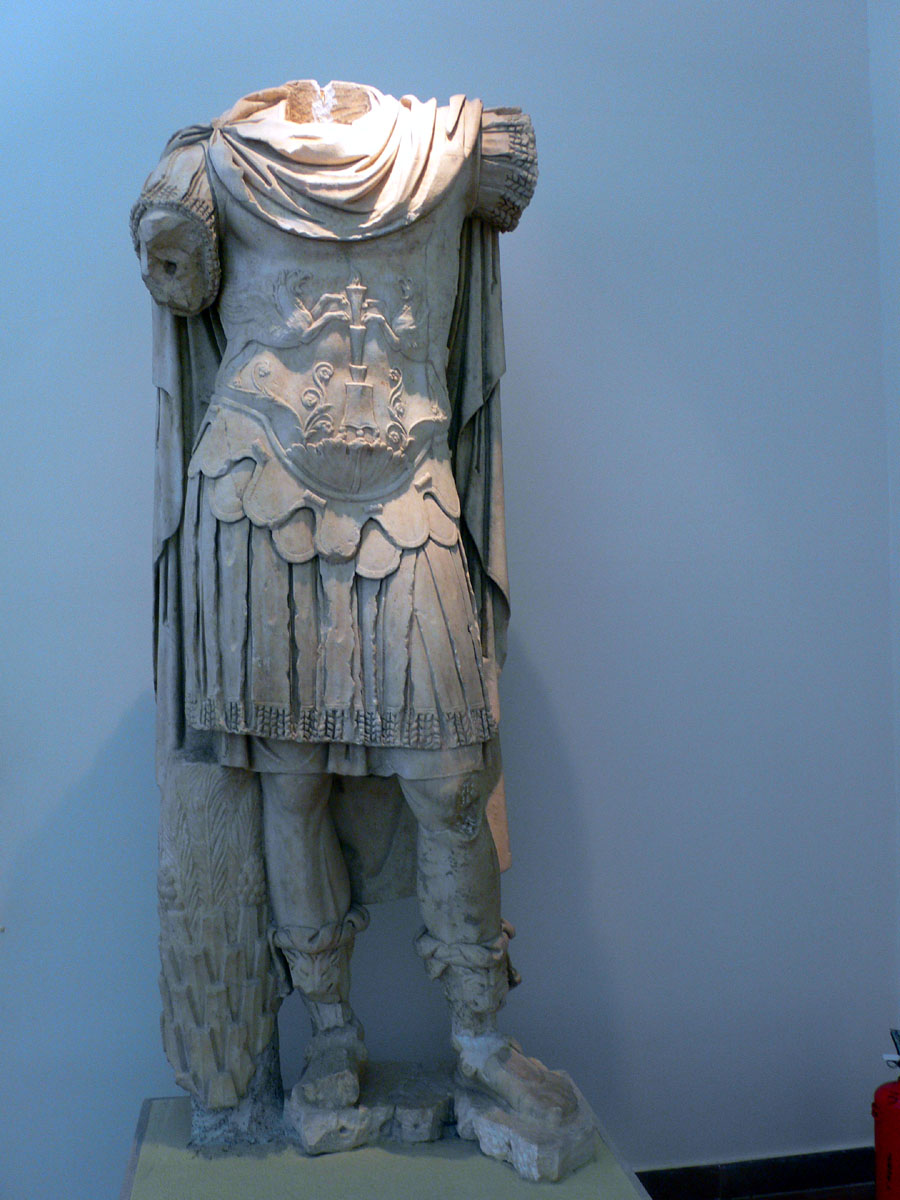
Marc Aureli. Estàtua de marbre, (circa 160 dC.

### Sala 11. Període romà: Metroón i Hereo

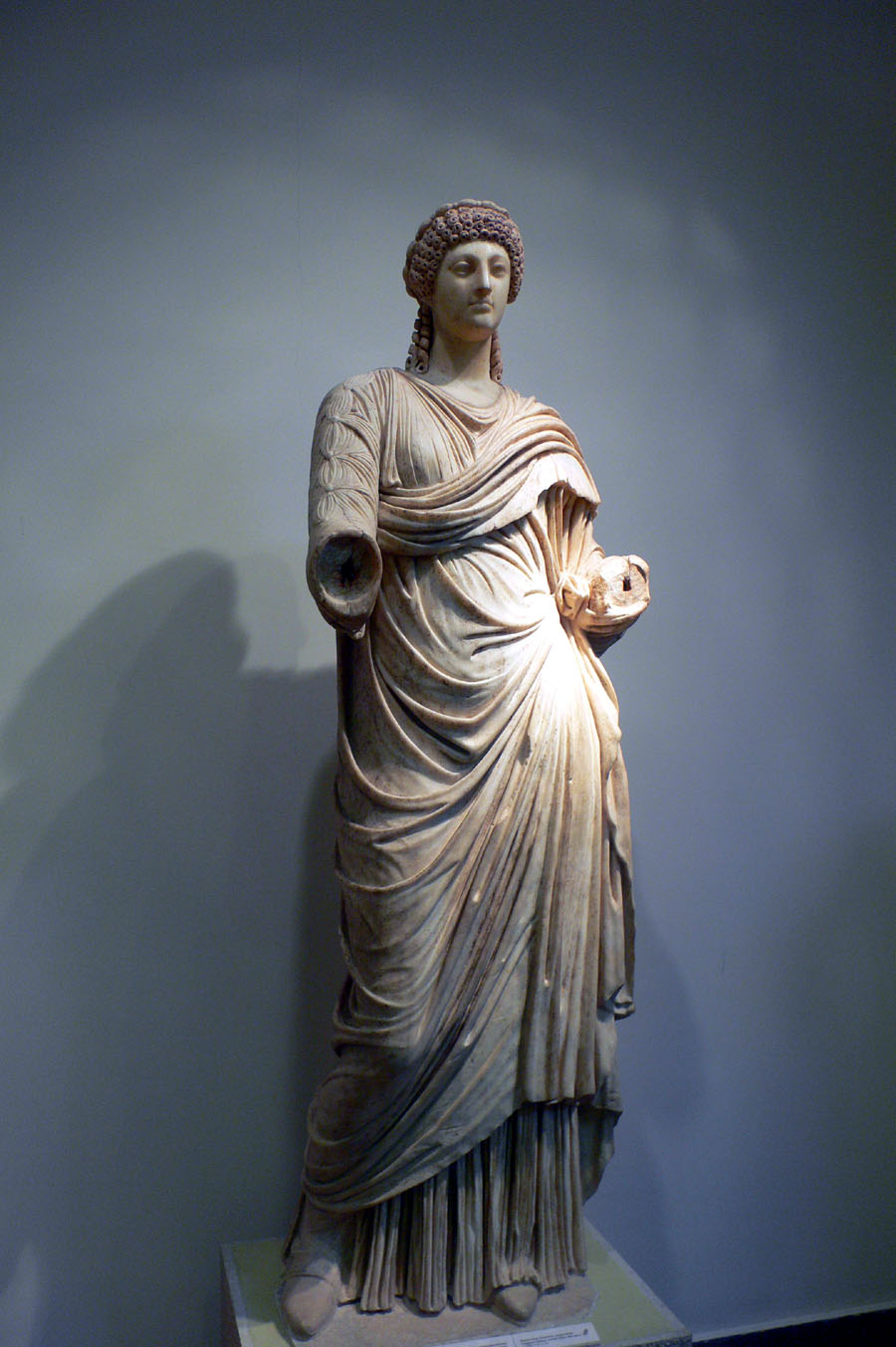
Estàtua de marbre de Popea Sabina, primera meitat del.

El Metroón és un petit temple dòric situat en l'Altis entre els tresors i el Temple d'Hera. Va ser dedicat a Cíbele en el segle iv aC, després transformat en època romana en temple d'August i Roma.41 La petita sala e, per una part, estàtues provinents d'aquest edifici (Agripina la Menor, mare de Neró, en qualitat de sacerdotessa, amb el cap cobert amb el seu himatió i de l'emperador Tit Flavi Sabí Vespasià, i per una altra banda les provinents del Temple d'Hera: una estàtua d'un noble d'Elis no identificat, una de Popea Sabina (segona esposa de Neró) i una altra de Domícia Longina (dona de Domícia Longina).

### Sala 12. Últims anys
Aquesta sala està dedicada als últims «anys» o segles del santuari. S'exhibeixen vasos i estris domèstics de terracota, objectes de bronze i d'altres metalls -atxes, pics, martells, etc.- que cobreixen el període del segle ii, finals del segle vi i principis del segle vii, centenni en què el santuari va ser definitivament abandonat. Els objectes descoberts durant les excavacions del cementiri romà de Frangonissi, a dos quilòmetres a l'est d'Olímpia, utilitzat des del segle I al IV, estan exposats en aquesta sala: joies, joguines -nines i figures d'animals-, i sobretot gots de vidre, com el més antic, una enòcoa del segle V aC. Els últims objectes cronològics i museogràfics són gerres de terracota, fetes a mà i produïdes per tribus eslaves establertes en la regió durant els segles vii i viii.

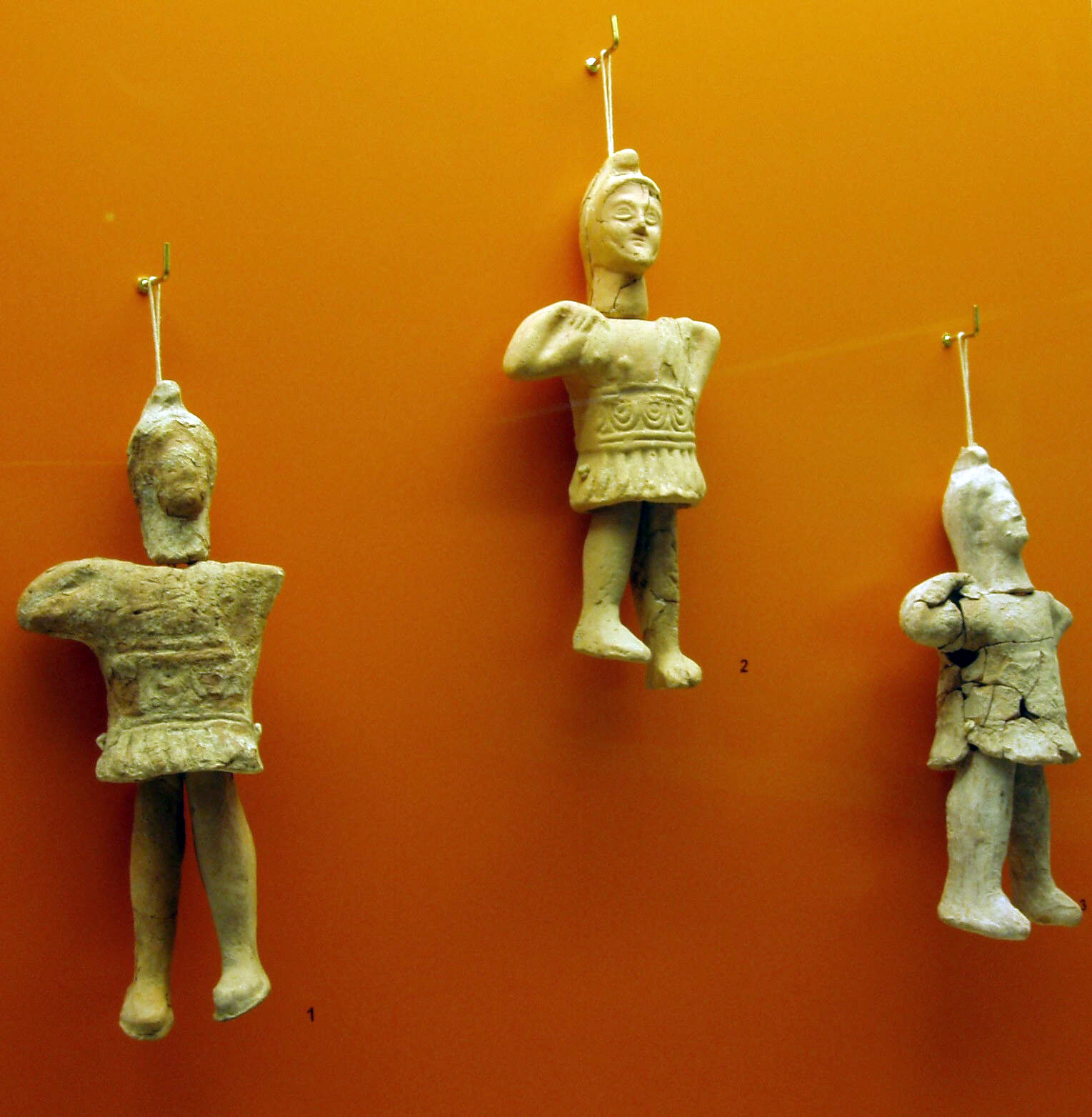
Figuretes de terracota. Segles I al III.
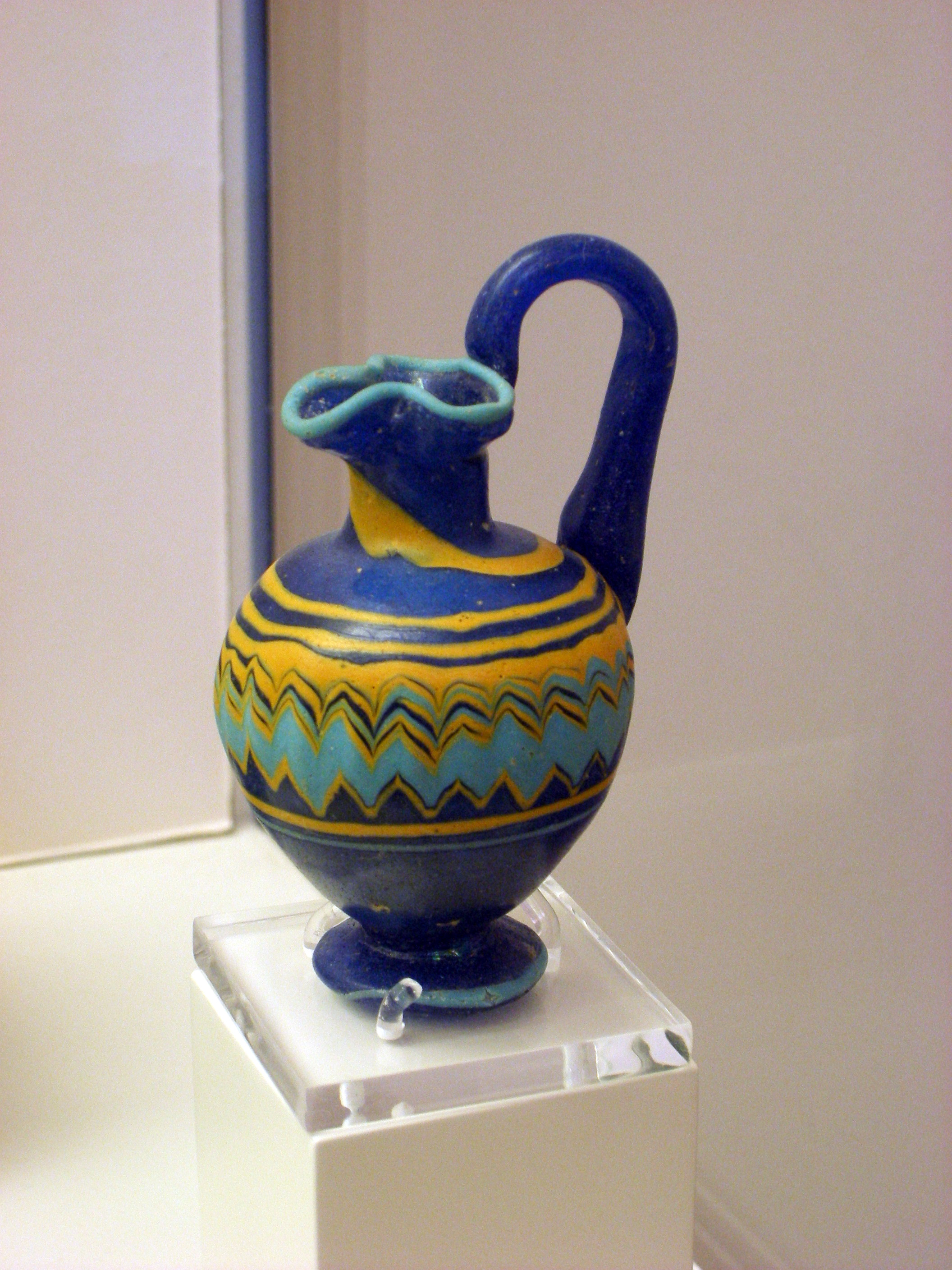
Enòcoa de vidre. Segle V aC.